# 영국의 텔레비전

영국방송공사는 세계에서 가장 큰 공영 방송사이다.

텔레비전 방송은 영국에서 1932년에 시작되었지만, 정규 방송은 4년 후에야 시작되었다. 텔레비전은 1926년 송출되는 움직이는 이미지의 첫 시연 이후 광고가 없는 공공 서비스로 시작되었다. 현재 영국은 다양한 배포 매체를 통해 무료 방송, 무료 시청 및 구독 서비스를 제공하며, 이를 통해 소비자를 위한 480개 이상의 채널과 주문형 콘텐츠를 이용할 수 있다. 대부분의 시청 자료를 책임지는 6개의 주요 TV 채널 소유자가 있다.
연간 27,000시간의 국내 콘텐츠가 제작되며, 비용은 26억 파운드에 달한다. 2012년 10월 24일부터 북아일랜드의 아날로그 방송 종료에 따라 영국의 모든 텔레비전 방송은 디지털 형식으로 이루어지고 있다. 디지털 콘텐츠는 지상파, 위성방송 및 케이블 텔레비전뿐만 아니라 IP를 통해 제공된다. 2003년 기준, 가정의 53.2%는 지상파를 통해, 31.3%는 위성을 통해, 15.6%는 케이블을 통해 시청하고 있다.
왕립 텔레비전 협회(RTS)는 과거, 현재, 미래의 모든 형태의 텔레비전에 대한 논의와 분석을 위한 영국 기반의 교육 자선 단체이다. 세계에서 가장 오래된 텔레비전 협회이다.

## 방송 텔레비전 제공업체
무료 방송, 무료 시청 및 유료 제공업체들이 운영되며, 채널 수, 프로그램 안내(EPG), 주문형 비디오(VOD), 고화질(HD), 레드 버튼을 통한 쌍방향 텔레비전, 영국 전역의 커버리지 등에서 차이가 있다. 모든 제공업체는 영국에서 가장 많이 시청되는 5개 채널인 BBC One, BBC Two, ITV (ITV1/STV), 채널 4 및 채널 5를 제공한다.
방송 텔레비전은 지상파 또는 위성 전송을 통해 전파로, 또는 지상 케이블을 통해 전기 또는 광 신호로 배포된다. 영국에서는 디지털 비디오 방송 표준을 사용한다. 영국(및 유럽 대부분 지역)에서 판매되는 대부분의 TV에는 DVB-T(지상파) 튜너가 내장되어 있다. 셋톱박스는 일반적으로 다른 제공업체로부터 채널을 수신하는 데 사용된다. 모든 기존 서비스는 인터넷에 연결될 때 방송 TV를 스트리밍 채널 또는 주문형 프로그램과 통합했다. 2022년부터는 안테나, 위성 또는 기존 케이블 TV 연결이 필요 없는 인터넷 연결 장치를 통해 방송과 유사한 TV 서비스를 전적으로 수신할 수 있다.
| 지상파 및 인터넷 하이브리드   |                                         |      |                                             |            | |
| EE TV                         | 2006                                    | 유료 | 지상파 채널: 프리뷰와 동일 IPTV: 알 수 없음 | 0.95백만   | 안테나 입력이 있고 '안테나 모드'로 설정된 박스에서만 프리뷰 수신 가능. BT 브로드밴드 또는 EE 브로드밴드 필요 |
| 프리뷰 / 프리뷰 플레이        | 2002                                    | 무료 | 50+ (TV) 24 (라디오)                        | 2.87백만   | 프리뷰 플레이 장치를 통한 주문형                                                                             |
| 넷젬 TV                       | 2019                                    | 유료 | 지상파 채널: 프리뷰와 동일 IPTV: 알 수 없음 | 알 수 없음 | |
| 톡톡 TV                       | 2000                                    | 유료 | 지상파 채널: 프리뷰와 동일 IPTV: 알 수 없음 | 0.25백만   | 톡톡 브로드밴드 필요                                                                                         |
| 위성                          |                                         |      |                                             |            | |
| 프리샛                        | 2008                                    | 무료 | 115 (TV) 38 (라디오)                        | 0.89백만   | |
| 스카이                        | 1998                                    | 유료 | 400+ (TV) 160+ (라디오)                     | 6.5백만    | |
| 케이블                        |                                         |      |                                             |            | |
| 버진 미디어                   | 2006                                    | 유료 | 250+ (TV) 35+ (라디오)                      | 3.47백만   | |
| 인터넷 "스트리밍" (IPTV)      |                                         |      |                                             |            | |
| 프릴리                        | 2024                                    | 무료 | 25+ (TV)                                    | 알 수 없음 | |
| EE TV                         | 2022                                    | 유료 | 알 수 없음                                  | 알 수 없음 | BT 브로드밴드 또는 EE 브로드밴드 필요                                                                        |
| 스카이 스트림 / 스카이 글라스 | 스카이 글라스: 2021 스카이 스트림: 2022 | 유료 | 알 수 없음                                  | 알 수 없음 | |
| 플렉스                        | 2022                                    | 유료 | 알 수 없음                                  | 알 수 없음 | 버진 미디어 브로드밴드 필요                                                                                  |

방송사 시청자 조사 위원회는 방송 TV 플랫폼별 영국 가구 수를 분기별 통계로 발행한다. 다음 표는 2024년 4분기 및 이전 분기의 TV 이용 가능성 요약을 보여준다. 일부 수치는 다른 수치에서 파생되었으며, Barb 데이터가 다양한 기술 조합 간의 중복을 명시하지 않으므로 부정확할 수 있다.
| 코호트                                  | 2024년 4분기 가구 수 | 2021년 2분기 | 2010년 1분기 |
| --------------------------------------- | -------------------- | ------------ | ------------ |
| TV 유무 가구                            |                      |              |              |
| TV가 있는 가구                          | 27.52백만            | 26.92백만    | 25.95백만    |
| TV가 없는 가구                          | 1.81백만             | 1.52백만     | 0.93백만     |
| 방송 TV 가구 - 지상파, 위성 또는 케이블 |                      |              |              |
| 지상파만                                | 3.06백만             | 4.38백만     | 9.96백만     |
| 다른 서비스와 함께 지상파 TV            | 14.28백만            | 16.92백만    | 16.61백만    |
| 위성                                    | 7.73백만             | 9.33백만     | 10.32백만    |
| 케이블                                  | 3.47백만             | 3.91백만     | 3.92백만     |
| 무료 지상파 또는 위성 TV                | 3.98백만             | 5.36백만     | -            |
| 구독 지상파/위성/케이블 TV              | 11.78백만            | 14.29백만    | -            |
| 총 방송 TV                              | 15.76백만            | 19.65백만    | 25.95백만    |
| 방송 TV 없음                            | 13.57백만            | 8.79백만     | 0.93백만     |
| IPTV 가구                               |                      |              |              |
| 방송 TV와 함께 IPTV                     | 10.46백만            | 12.13백만    | -            |
| 방송 TV 없이 IPTV                       | 11.76백만            | 7.27백만     | -            |
| IPTV 총계                               | 22.22백만            | 19.4백만     | -            |
| IPTV 없음                               | 7.11백만             | 9.03백만     |              |

### 디지털 지상파 텔레비전
주요 디지털 지상파 TV 서비스인 프리뷰는 2002년에 출시되었으며 무료로 시청할 수 있다. 1998년부터 2002년까지 운영되었던 ONdigital 또는 ITV 디지털이라는 구독 서비스를 대체했다. 디지털 지상파 텔레비전은 1936년부터 2012년까지 운영되었던 아날로그 지상파 TV를 대체하는 것이었다.
틀:2021년 3월 기준, 프리뷰는 70개 이상의 TV 및 라디오 채널을 제공하며, 안테나를 통해 수신된다. 이 서비스는 BBC, ITV, 채널 4 및 채널 5의 합작 투자 회사인 에브리원 TV와 DTV 서비스 Ltd.가 운영한다. 송신기 네트워크는 주로 아르키바가 운영한다. TV 채널은 멀티플렉스라고 불리는 묶음으로 전송되며, 이용 가능한 채널은 각 지역에서 전송되는 멀티플렉스 수에 따라 달라진다. 6개의 전국 멀티플렉스는 92개 송신기로부터 가구의 90%에 도달 가능하며, 3개의 멀티플렉스는 1,067개 송신기로부터 가구의 9%에 도달 가능하다. 북아일랜드에서는 아일랜드 공화국의 채널을 송출하는 멀티플렉스가 3개의 송신기로부터 북아일랜드 가구의 71%에 도달할 수 있다. 지역 TV 및 라디오는 44개 송신기를 통해 추가 멀티플렉스를 통해 가구의 54%에 도달할 수 있으며, 그레이터 맨체스터에서는 추가 멀티플렉스가 가구의 54%에 도달할 수 있다.
여러 판매업체에서 지상파 채널과 스트리밍(인터넷 TV) 콘텐츠를 결합한 하이브리드 셋톱박스 또는 스마트 TV를 판매한다. BBC iPlayer, ITVX 및 채널 4와 같은 인터넷 기반 TV 앱은 프리뷰 플레이 및 넷젬 기기의 광대역 연결을 통해 이용할 수 있다. 이들은 넷플릭스 및 프라임 비디오와 같은 선택적 구독 서비스도 지원한다. EE TV 및 톡톡 TV는 넷젬 또는 YouView 기기를 사용하는 각 광대역 고객에게 추가 구독 서비스를 제공한다. 2011년에 출시된 아일랜드 공화국의 지상파 TV 서비스인 사오르뷰는 오버스필 송출을 통해 북아일랜드 일부 지역에서 수신할 수 있다.

### 케이블 텔레비전
많은 지역 회사들은 1980년대 후반과 1990년대에 케이블 텔레비전 면허가 도시별로 부여되면서 케이블 텔레비전 서비스를 개발했다. 1990년대 중반에는 회사들이 합병되기 시작했고, 2000년대에는 세 개의 대기업만 남았다. 2007년에 텔레웨스트와 NTL이 합병하여 버진 미디어를 설립했으며, 이는 가구의 55%가 이용할 수 있다. 케이블 TV는 일반적으로 전화선과 광대역이 함께 제공되는 구독 서비스이다.

### 위성방송
두 가지 별도로 마케팅되는 방송위성(DBS, 소비자 수신이 아닌 위성 신호와 구별하기 위해 DTH(direct-to-home)라고도 함) 서비스가 있다. 스카이 TV는 컴캐스트 소유의 스카이 Ltd가 운영하는 구독 서비스로, 1998년 SkyDigital로 출시되었다. 1989년에 출시된 이전 아날로그 서비스에 비해 더 많은 채널, 와이드스크린, 대화형 TV, 그리고 유료 콘텐츠에 대한 시차 시작 시간을 사용하는 니어 주문형 비디오 서비스를 제공했다. 이후 혁신에는 고화질, 3D TV, 디지털 비디오 레코더, 다른 장치에서 녹화물을 시청하는 기능, 녹화를 추가하기 위한 인터넷을 통한 원격 작동, 그리고 스카이 및 타사 TV의 위성 수신기의 광대역 연결을 통한 주문형 콘텐츠가 포함되었다. 스카이 구독에는 스카이 고 액세스도 포함되어 있어 모바일 장치와 컴퓨터가 인터넷을 통해 구독 콘텐츠에 액세스할 수 있다.
프리샛은 프리뷰를 운영하는 에브리원 TV가 운영하는 무료 위성 서비스이다. 스카이와 마찬가지로 고화질 콘텐츠, 디지털 녹화 및 광대역 연결을 통한 주문형 비디오를 제공한다. 프리샛과 스카이 TV는 SES 아스트라 인공위성에서 동경 28.2°(아스트라 2E/2F/2G)로 전송된다. 이 위성들은 정지 궤도에 있으므로 지구의 적도 위(영국 및 아일랜드로 스카이 TV 및 프리샛을 전송하는 위성) 약 35,786km 해수면 위에 위치하며, 이는 콩고 민주 공화국 상공에 위치한다.

## 인터넷 동영상 서비스
인터넷을 통한 TV는 스트리밍 또는 다운로드할 수 있으며, 아마추어 또는 전문적으로 제작된 콘텐츠로 구성된다. 영국에서는 대부분의 방송사가 방송 후 일정 기간 동안 TV를 시청할 수 있는 따라잡기 TV 서비스를 제공한다. 온라인 비디오는 모바일 장치, 컴퓨터, 내장 인터넷 연결이 있는 TV 또는 외부 셋톱박스, 스트리밍 스틱 또는 게임 콘솔에 연결된 TV를 통해 시청할 수 있다. 대부분의 방송 TV 제공업체는 셋톱박스를 인터넷 비디오와 통합하여 하이브리드 방송 및 온라인 서비스를 제공한다.

### 따라잡기 서비스
2006년부터 영국 채널 소유주와 콘텐츠 제작자들은 따라잡기 텔레비전을 이용하여 프로그램을 이용할 수 있는 인터넷 서비스를 만들어왔다. 종종 이 서비스는 방송 일정 후 일정 기간 동안 이용할 수 있다. 이 서비스는 일반적으로 영국 외 지역의 사용자를 차단한다.
| 서비스명     | 소유자                           | 따라잡기 가능한 방송 채널         | 따라잡기 기간 | 추가 콘텐츠            | 스트리밍 | 다운로드     | 무료/유료                      | 사이트 |
| ------------ | -------------------------------- | --------------------------------- | ------------- | ---------------------- | -------- | ------------ | ------------------------------ | ------ |
| BBC iPlayer  | 영국방송공사                     | BBC 채널, S4C                     | 30일          | 예                     | 예       | 예           | 무료                           | [ 14 ] |
| S4C          | S4C                              | S4C                               | 35일          | 예                     | 예       | 아니요       | 무료                           | [ 15 ] |
| 채널 4       | 채널 포 텔레비전 코퍼레이션      | 채널 4, E4, More4, 4seven, 필름4  | 30일          | 예                     | 예       | 예           | 스트리밍: 무료 광고 없음: 구독 | [ 16 ] |
| ITVX         | ITV plc                          | ITV1–4, ITV 퀴즈                  | 30일          | 예                     | 예       | 구독 시      | 스트리밍: 무료 광고 없음: 구독 | [ 17 ] |
| 5            | 파라마운트 네트워크 영국 및 호주 | 5, 5USA, 5STAR, 5Action, 5Select  | 30일          | 예                     | 예       | 아니요       | 무료                           | [ 18 ] |
| 스카이 고    | 스카이 UK                        | 최대 65개 채널                    | 알 수 없음    | 추가 구독 시 박스 세트 | 예       | 추가 구독 시 | 구독                           | [ 20 ] |
| STV 플레이어 | STV 그룹                         | STV                               | 30일          | 예                     | 예       | 아니요       | 스트리밍: 무료 광고 없음: 구독 | [ 21 ] |
| U            | UKTV 미디어                      | U&Dave, U&Drama, U&W, U&Yesterday | 30일          | 예                     | 예       | 아니요       | 무료                           | [ 22 ] |

### 전문 제작 콘텐츠를 위한 온라인 비디오 서비스
영국 TV 온라인 서비스는 온라인 TV 시청을 위한 구독, 대여, 구매 옵션을 제공한다. 대부분은 인터넷을 통해 이용할 수 있지만 일부는 특정 광대역 제공업체가 필요하다. 일부 서비스는 프라임 비디오와 같은 타사 서비스를 판매한다.
바브는 SVOD 서비스에 가입한 가구 수를 추적한다. 2024년 3분기 통계에 따르면 가구의 69%가 이 중 하나 이상에 가입하고 있다.
|                                          |                         | 가구 수  | %   |
| ---------------------------------------- | ----------------------- | -------- | --- |
| 파일:BARB Q3 2024 SVOD households UK.svg | 구독 없음               | 9.1백만  | 31% |
| 파일:BARB Q3 2024 SVOD households UK.svg | 하나 이상의 서비스 구독 | 20.1백만 | 69% |

다음 표는 Barb의 2024년 3분기 수치에 따른 서비스별 구독자 수이다. Barb 데이터는 가구 침투율이 5%(150만 가구) 미만인 서비스는 제외하며, ITVX 프리미엄과 같은 서비스는 생략한다. 또한 스카이 고와 같은 방송 TV 구독과 연결된 서비스, BBC iPlayer와 같은 무료 서비스는 유료 구독이 없으므로 생략한다.
| 서비스        | 가구 수  |
| ------------- | -------- |
| 넷플릭스      | 17.3백만 |
| 프라임 비디오 | 13.4백만 |
| 디즈니+       | 7.5백만  |
| 디스커버리+   | 3.2백만  |
| 파라마운트+   | 2.8백만  |
| Apple TV+     | 2.5백만  |
| 나우          | 2.1백만  |

아래 표는 영국에서 이용 가능한 일부 인터넷 TV 서비스를 요약한 것이다. 간결성을 위해 따라잡기 전용 또는 아마추어 전용 서비스, 개별 채널, 불법 또는 성인 콘텐츠 배포자, 무료 방송 채널을 단순히 재배포하는 서비스, 포털 또는 영국을 대상으로 하지 않는 서비스는 포함하지 않는다. '무료'는 인터넷 연결 또는 TV 수신료를 제외하고 소비 시점에 무료임을 의미한다.
|             | 무료                                                                                                   | 구독 전용                                                                                                 | 구매 또는 대여                                                     | 구독 또는 구매 또는 대여                                                                 |
| ----------- | --- | --- | ------------------------------------------------------------------ | ---------------------------------------------------------------------------------------- |
| 영국 서비스 | BBC iPlayer BFI 플레이어 채널 4 ITVX 5 STV 플레이어 U                                                  | 채널 4+ 플릭스 프리미어 ITVX 프리미엄 나우 스카이 고 스카이 TV 필요 STV 플레이어+ 버진 TV 고 버진 TV 필요 | 커즌 홈 시네마 도그울프 온 디맨드 스카이 스토어 버진 미디어 스토어 | BFI 플레이어 EE TV BT 또는 EE 브로드밴드 필요 디지털 시어터 톡톡 TV 톡톡 브로드밴드 필요 |
| 국제 서비스 | 아르테 필름지 저스트워치TV 플렉스 플루토 TV 레브리 RTÉ 플레이어 런타임 삼성 TV 플러스 투비 Vevo 웨도TV | Apple TV+ 디스커버리+ 넷플릭스 파라마운트+                                                                | 아이튠즈 스토어 (애플) 마이크로소프트 영화 및 TV 유튜브 영화 및 TV | 디즈니+ 프라임 비디오 (아마존) 라쿠텐 TV                                                 |

GBP로 가격이 책정된 다른 국제 스트리밍 서비스로는 다음과 같다: 에이콘 TV, 애로우, 브로드웨이HD, 칠리, 크런치롤, 큐리오시티 스트림, DA필름, 데코, 디맨드 아프리카, 닥스빌, 가이드독, 헤이유, 호이초이, 핫스타, 아이치이, 아이원트TFC, 클래시키, 마젤란 TV, 무비세인츠, 무비, 뉴스플레이어+, 샤히드 VIP, 슈더, 스팸플릭스, 트루 스토리, TV플레이어, WOW 프레젠츠 플러스, ZEE5.

## 채널 및 채널 소유자

### 시청 통계

#### 가장 많이 시청된 채널
방송사 시청자 조사 위원회는 영국의 텔레비전 시청률을 측정한다. 2024년 11월 기준, 가구당 평균 일일 시청 시간은 2시간 54분이었다(Barb가 보고한 채널 기준, 방송 및 인터넷 시청 포함). 13개 채널은 월별 시청률이 1.0% 이상이며, BBC와 ITV plc. 프로그램의 비선형(스트리밍) 시청도 포함된다.
| 채널                      | 소유자                          | 무료/유료 | 월별 시청률 (%) | 일일 평균 시청 시간 (분:초) |
| ------------------------- | ------------------------------- | --------- | --------------- | --------------------------- |
| BBC One                   | 영국방송공사                    | 무료      | 21.01           | 32:23                       |
| ITV1                      | ITV plc                         | 무료      | 15.21           | 23:26                       |
| BBC Two                   | 영국방송공사                    | 무료      | 5.20            | 8:01                        |
| 채널 4                    | 채널 포 텔레비전 코퍼레이션     | 무료      | 4.88            | 7:31                        |
| 5                         | 채널 5 방송 (파라마운트 글로벌) | 무료      | 3.99            | 6:09                        |
| BBC 비선형 (TV 세트)      | 영국방송공사                    | 무료      | 2.57            | 3:57                        |
| ITV3                      | ITV plc                         | 무료      | 2.11            | 3:15                        |
| E4                        | 채널 포 텔레비전 코퍼레이션     | 무료      | 1.80            | 2:46                        |
| ITV2                      | ITV plc                         | 무료      | 1.61            | 2:29                        |
| U&드라마                  | UKTV 미디어 (영국방송공사)      | 무료      | 1.36            | 2:05                        |
| ITV 비선형 (TV 세트)      | ITV plc                         | 무료      | 1.19            | 1:50                        |
| 스카이 스포츠 메인 이벤트 | 스카이 UK (컴캐스트)            | 구독      | 1.11            | 1:43                        |
| 필름4                     | 채널 포 텔레비전 코퍼레이션     | 무료      | 1.09            | 1:41                        |
| BBC 뉴스                  | 영국방송공사                    | 무료      | 1.05            | 1:37                        |
| 5USA                      | 채널 5 방송 (파라마운트 글로벌) | 무료      | 1.04            | 1:36                        |

#### 가장 많이 시청된 방송사 그룹
2024년 11월 기준, 월별 시청률이 1.0% 이상인 방송사 그룹은 10개이다(단, Barb는 BBC와 파라마운트의 하위 그룹을 개별적으로 보고하며, 'ITV' 그룹이 무엇을 의미하는지는 불분명하다).
| 채널 소유자                            | 총 시청 시간 점유율 (%) | 일일 평균 시청 시간 |
| -------------------------------------- | ----------------------- | ------------------- |
| 영국방송공사                           | 33.11                   | 51:02               |
| ITV                                    | 21.81                   | 33:37               |
| 채널 포 텔레비전 코퍼레이션            | 10.23                   | 15:46               |
| 스카이 UK (컴캐스트)                   | 9.48                    | 14:37               |
| 채널 5 방송 (파라마운트)               | 6.61                    | 10:11               |
| 워너 브라더스 디스커버리               | 5.20                    | 8:01                |
| UKTV 미디어 (영국방송공사)             | 4.42                    | 6:49                |
| Barb 보고 채널 (그룹화되지 않음)       | 1.96                    | 3:01                |
| 내러티브 엔터테인먼트                  | 1.50                    | 2:19                |
| CBS AMC 네트워크 영국 (파라마운트/AMC) | 1.32                    | 2:02                |

### BBC와 UKTV
영국방송공사 (BBC)는 세계에서 가장 오래되고 가장 큰 방송사이며, 영국의 주요 공영 서비스 방송사이다. BBC 텔레비전은 주로 텔레비전 수신료와 해외 시장에 대한 프로그램 판매로 자금을 조달한다. 광고를 송출하지 않는다. 수신료는 방송될 때 TV를 시청하거나 녹화하는 모든 가구에 부과되며 정부와 BBC 간의 주기적인 협상을 통해 결정된다.
BBC의 첫 아날로그 지상파 채널은 1936년 BBC 텔레비전 서비스에 의해 시작되었다. 1964년 ITV 이후 영국의 세 번째 아날로그 지상파 채널인 BBC2 출시 이후 BBC1로 리브랜딩되었다. BBC 뉴스 24는 1997년 아날로그 케이블 채널로 시작되었으며, 2008년 BBC 뉴스로 리브랜딩되었다. 원래 더 팔리아멘터리 채널로 알려진 아날로그 케이블 채널이었던 BBC 팔리아먼트는 1998년 BBC에 인수되었다. 1998년부터 BBC는 디지털 TV 전송을 시작하여 새로운 채널을 출시하고 지상파 및 케이블 외에 위성으로도 방송했다.
BBC의 인터넷 기반 서비스인 BBC iPlayer는 BBC TV 채널, 웨일스어 공영 서비스 방송사 S4C의 콘텐츠, 그리고 BBC 라디오 프로그램에서 제작된 비디오를 포함한다.
UKTV는 BBC의 상업 부서 중 하나인 BBC 스튜디오스가 소유한 상업 방송사이다. 1992년 UK 골드와 함께 시작된 UKTV는 1997년부터 채널을 확장했으며, 2019년 6월 BBC가 완전 소유권을 획득했다. BBC의 공영 서비스 채널과 달리 UKTV 채널은 광고를 포함한다.
|                  | 공영 서비스 채널 | UKTV (상업)                                       |
| ---------------- | --- | ------------------------------------------------- |
| 무료 채널        | BBC One, BBC Two, BBC Three, BBC Four, BBC 뉴스, BBC 팔리아먼트, CBBC, CBeebies, BBC 스코틀랜드, BBC 알르바, BBC 레드 버튼 | U&Dave, U&Drama, U&Eden, U&W, U&Yesterday         |
| 유료 채널        | 없음 | 앨리바이, U&Dave HD, 골드, U&W HD, U&Yesterday HD |
| 인터넷 TV 서비스 | BBC iPlayer | U                                                 |

### ITV
ITV는 ITV1 또는 STV라는 브랜드로, 1955년 BBC와의 경쟁을 위해 설립된 14개의 지역 상업 텔레비전 프랜차이즈와 1개의 전국 상업 텔레비전 프랜차이즈 네트워크이다. ITV는 광고를 통해 자금을 조달하는 영국의 첫 상업 텔레비전 제공업체였다. 각 지역은 원래 독립적이었으며 자체적인 방송 정체성을 사용했다. 1990년 규제 완화 이후 일련의 합병을 통해, 현재 13개의 프랜차이즈는 ITV plc가 소유하고 있으며, 나머지 2개는 STV 그룹이 소유하고 있다. 2012년부터 ITV plc는 전국 네트워크를 제작하고, STV 그룹은 계열사 역할을 한다.
STV 그룹은 스코틀랜드의 두 프랜차이즈에 STV라는 채널 이름을 사용한다. ITV plc는 북아일랜드의 채널을 UTV라고 부르고, 나머지 지역은 ITV1이라고 부르지만, UTV는 2020년 4월부터 ITV 또는 ITV1 브랜드를 사용했다. 전국 아침 시간대 프랜차이즈는 ITV plc가 소유하며, 이는 네트워크 전체에서 구별할 수 없는 프로그램 블록으로 나타난다. 법적으로 이 네트워크는 1990년부터 채널 3으로 알려져 있으며, 이는 오프컴이 사용하는 이름이다.
ITV plc 또는 그 전신 회사들은 추가 무료 또는 유료 채널을 만들었으며, 그 중 가장 오래된 채널은 1998년에 출시된 ITV2이다. 몇몇 오래된 채널들은 이후 방송을 중단했다. 이 중 가장 오래된 채널은 1987년에 ITV 지역 회사들의 컨소시엄에 의해 출시되었던 슈퍼 채널로, 1998년에 매각되어 결국 폐쇄되었다.
|                  | ITV plc                          | STV 그룹     |
| ---------------- | -------------------------------- | ------------ |
| 무료 방송 채널   | ITV1, ITV2, ITV3, ITV4, ITV Quiz | STV          |
| 인터넷 TV 서비스 | ITVX                             | STV 플레이어 |

### 채널 4
1982년에 시작된 채널 4는 상업 활동(광고 포함)으로 자금을 조달하는 국영 전국 방송사이다. 채널 4는 IBA로부터 더 큰 독립성을 얻은 후 크게 확장되었으며, 특히 다채널 디지털 세계에서 E4, 필름4, More4, 4뮤직, 4seven 및 다양한 시프트 서비스를 출시했다. 2005년부터 프리뷰 컨소시엄의 회원이며, ITV와 함께 6개 디지털 지상파 멀티플렉스 중 하나인 디지털 3&4를 운영한다. 디지털 텔레비전의 출현 이후, 채널 4는 이제 모든 디지털 플랫폼을 통해 웨일스에서도 방송된다. 채널 4는 영국 최초로 프로그램에 대한 지역별 차이를 두지 않은 채널이었으나, 6개의 고정된 광고 지역을 가지고 있다.
|                  | 채널 4 채널                                                      |
| ---------------- | ---------------------------------------------------------------- |
| 무료 채널        | 채널 4, 채널 4 HD, More4, E4, E4 Extra, 필름4, 4seven, 4seven HD |
| 구독             | E4 HD, More4 HD, 필름4 HD                                        |
| 인터넷 TV 서비스 | 채널 4 (주문형 비디오 서비스)                                    |

### 스카이
스카이는 글로벌 미디어 기업 컴캐스트가 소유한 유럽 방송사이다. 스카이 텔레비전은 1989년에 위성을 통해 4채널 서비스로 시작되었다. 출시 당시 채널은 스카이 채널, 스카이 뉴스, 스카이 무비, 유로스포츠였다. 처음에는 무료로 시청할 수 있었고, 1990년 초에 스카이 무비가 처음으로 유료 구독으로 전환되었다. 스카이 뉴스는 영국 최초의 전용 뉴스 채널이었다. 이 새로운 서비스는 영국의 첫 소비자 위성 TV 서비스로, 경쟁사 BSB를 제치고 나중에 스카이와 합병하여 BSkyB가 되었다. 스카이의 위성 서비스는 스카이가 자체 채널, 페이퍼뷰 서비스 및 다른 방송사의 채널을 제공하는 유료 플랫폼으로 성장했다. 스카이의 디지털 플랫폼은 1998년에 출시되었고, 원래의 아날로그 서비스는 2001년에 종료되었다. 스카이는 2018년에 컴캐스트에 인수되었다.
2012년부터 스카이는 고정 기간 계약 없이 구독을 제공하는 인터넷 TV 스트리밍 서비스인 나우를 운영하고 있다.
스카이의 채널 포트폴리오는 디지털 TV 출시 이후 크게 성장했다. 스카이는 자체 위성 서비스와 나우뿐만 아니라 경쟁 케이블 및 인터넷 서비스를 통해서도 채널을 이용할 수 있도록 제공한다.
|                  | 컴캐스트 | 컴캐스트                      | 컴캐스트                                                                | 컴캐스트                    |
| 스카이 UK        | 스카이 UK | 스카이 UK                     | NBC유니버설                                                             |                             |
| 완전 소유        | 앳 더 레이스 (합작 투자) | A&E 네트워크 영국 (합작 투자) | NBC유니버설                                                             |                             |
| ---------------- | --- | ----------------------------- | ----------------------------------------------------------------------- | --------------------------- |
| 무료 채널        | 챌린지, 스카이 아츠, 스카이 믹스 HD, 스카이 뉴스, 스카이 뉴스 아라비아 | 없음                          | 블레이즈                                                                | CNBC                        |
| 구독             | 스카이 아츠 HD, 스카이 애틀랜틱, 스카이 코미디, 스카이 크라임, 스카이 다큐멘터리, 스카이 키즈, 스카이 맥스, 스카이 네이처, 스카이 뉴스 HD, 스카이 리플레이, 스카이 쇼케이스, 스카이 위트니스 스카이 시네마 채널: 액션, 애니메이션, 코미디, 드라마, 가족, 그레이츠, 히츠, 프리미어, SF & 호러, 셀렉트, 스릴러 스카이 스포츠 채널: 액션, 액티브, 아레나, 크리켓, F1, 풋볼, 골프, 메인 이벤트, 믹스, 프리미어리그, 스포츠 뉴스 | 스카이 스포츠 레이싱          | 크라임 & 인베스티게이션, 라이프타임, 스카이 히스토리, 스카이 히스토리 2 | E!, Movies24, 스카이 Sci-Fi |
| 페이퍼뷰         | 스카이 스포츠 박스 오피스 | 없음                          | 없음                                                                    | 없음                        |
| 인터넷 TV 서비스 | 스카이 고, 나우 | ATR 플레이어                  | 없음                                                                    | 하이유                      |

### 파라마운트 글로벌
5는 1997년 3월에 출시된 다섯 번째 아날로그 지상파 채널이다. 당시 사용 가능한 UHF 주파수의 제약으로 인해 많은 가구에서 비디오 레코더를 재조정해야 했다. 비디오 레코더는 RF 출력의 주파수를 채널 5의 새 방송에서 사용하는 주파수와 공유했다. 채널 5는 위성을 통해서도 방송된 최초의 지상파 채널이었다. 2006년부터 채널 5는 새로운 디지털 채널과 인터넷 주문형 서비스를 출시했다. 여러 번 소유권이 변경된 후, 2014년 5월 채널 5와 그 자매 채널들은 미국의 미디어 대기업인 바이어컴에 인수되었으며, 2022년부터는 파라마운트로 알려져 있다.
파라마운트는 채널 5를 인수할 당시 이미 MTV, 니켈로디언, 코미디 센트럴 채널을 포함하여 영국에서 많은 유료 채널을 운영하고 있었으며, 이 채널들은 스카이 TV, 버진 미디어, 나우를 통해 이용할 수 있다. 시청률 면에서 파라마운트 채널들의 총 시청률은 2020년 3월 1일 Barb 시청률 기준 영국에서 다섯 번째로 큰 방송사이다.
파라마운트는 또한 플루토 TV 및 파라마운트+ 인터넷 스트리밍 서비스도 운영한다.
|                  | 파라마운트 글로벌                        | 파라마운트 글로벌                          | 파라마운트 글로벌                           | 파라마운트 글로벌                     | 파라마운트 글로벌                                |
| 채널 5 방송      | 바이어컴 인터내셔널 미디어 네트워크 영국 | 니켈로디언 UK                              | 파라마운트 UK 파트너십 (공동 소유)          | CBS AMC 네트워크 영국 (공동 소유)     |                                                  |
| ---------------- | ---------------------------------------- | ------------------------------------------ | ------------------------------------------- | ------------------------------------- | ------------------------------------------------ |
| 무료 채널        | 채널 5, 5Action, 5Select, 5Star, 5USA    | 없음                                       | 없음                                        | 없음                                  | True Crime, True Crime Xtra, Legend, Legend Xtra |
| 구독             | 5Action HD                               | MTV, MTV Hits, MTV Music, MTV 80s, MTV 90s | 니켈로디언, 닉 주니어, 닉 주니어 투, 닉툰스 | 코미디 센트럴, 코미디 센트럴 엑스트라 | 없음                                             |
| 인터넷 TV 서비스 | 5 (스트리밍 서비스)                      | 없음                                       | 없음                                        | 없음                                  | CBS 따라잡기 채널 영국                           |

## 지역 및 지방 텔레비전

### 지역 텔레비전
2012년부터 추가 지역 TV 채널은 프리뷰 채널 7 또는 8을 통해 이용할 수 있다. 이 채널들은 오프컴의 허가를 받았으며, 2020년 7월 2일 현재 34개의 지역 TV 채널이 허가를 받았다. 19개의 허가는 댓츠 TV가, 8개는 메이드 텔레비전이 소유하고 있다. 나머지는 독립적으로 소유하고 있다. 각 허가에는 필요한 지역 TV 프로그램의 양이 명시되어 있다. 예를 들어, 댓츠 TV가 소유한 스카버러의 허가에는 주당 7시간(평균 하루 1시간)의 지역 프로그램이 필요하다. 원래 13개의 추가 허가가 의도되었으나, 오프컴은 2018년 6월에 이를 광고하지 않기로 결정했다.
오프컴이 지역 텔레비전을 지상파 전송에 의존하도록 구성한 방식은 2015년 가디언 기사에서 "사고방식이 몇 년 뒤쳐졌다"고 비판받았는데, 이는 인터넷을 고려하지 않았기 때문이다. 이 기사에서 오프컴은 허가 제도가 영국 디지털·문화·미디어·스포츠부로부터 계승되었다고 응답했다. 2018년 4월, BBC 뉴스는 "많은 방송국들이 낮은 품질의 제작물로 인해 조롱을 받거나 방송 규정 위반으로 오프컴에 신고되었다"고 보도했다. 지역 TV 회사들은 BBC로부터 지역 뉴스 기사당 147.50 파운드의 보조금을 받으며, 이는 BBC가 콘텐츠를 사용하든 안 하든 수신료로 자금이 지원된다. 2018년 6월 버즈피드 기사는 댓츠 TV가 "유용한 가치 있는 콘텐츠를 거의 제공하지 않으면서 BBC로부터 돈을 추출하기 위해" 만들어졌다고 주장했다.
BBC One, BBC Two 및 ITV 네트워크(ITV1 및 STV 포함)는 지역 뉴스와 기타 프로그램이 방송되는 지역으로 나뉜다. ITV1/STV는 14개의 지리적 라이선스 지역으로 나뉘며, 이 중 여러 지역은 두세 개의 하위 지역으로 나뉘어 더 많은 수의 지역 뉴스 프로그램을 제공한다. 오프컴은 BBC와 ITV에 필요한 지역 프로그램의 양에 대한 할당량을 설정하며, 다음 표에 나와 있다. S4C에 대한 오프컴의 할당량은 주당 60시간이다.
|         | 표준 화질           | +1                              | 고화질                                      | 오프컴 지역 프로그램 할당량                                                                    | 비고                                  |
| ------- | ------------------- | ------------------------------- | ------------------------------------------- | ---------------------------------------------------------------------------------------------- | ------------------------------------- |
| BBC One | 16 (프리뷰 전용)    | N/A                             | 16                                          | 총 연간 5000시간 (평균 지역당 주당 6시간에 해당)                                               | BBC 지역 뉴스 프로그램 목록 참조      |
| BBC Two | 3 (프리뷰 전용)     | N/A                             | 3                                           | 총 연간 5000시간 (평균 지역당 주당 6시간에 해당)                                               |                                       |
| ITV1    | 19 (프리뷰 전용)    | 11 (프리뷰) 4 (위성) 6 (케이블) | 6 (프리뷰) 18 (위성) 17 (케이블)            | 잉글랜드 라이선스 - 주당 3.2시간 스코틀랜드 및 웨일스 - 주당 5.3시간 북아일랜드 - 주당 5.8시간 | ITV 지역 목록, ITV 지역 프로그램 참조 |
| STV     | 4 (프리뷰) 2 (위성) | 2 (프리뷰/케이블) 0 (위성)      | 1 (프리뷰) 2 (프리샛) 3 (케이블) 4 (스카이) | 잉글랜드 라이선스 - 주당 3.2시간 스코틀랜드 및 웨일스 - 주당 5.3시간 북아일랜드 - 주당 5.8시간 | ITV 지역 목록, ITV 지역 프로그램 참조 |

ITV1/STV 및 채널 4의 광고는 지역별이다. 선형 채널 4는 6개의 광고 지역으로 나뉘지만, 지역별 프로그램은 없다.

### 국가별 채널
BBC 스코틀랜드와 게일어 채널인 BBC 알르바는 스코틀랜드를, 웨일스어 채널인 S4C는 웨일스를 대상으로 한다. 북아일랜드에서는 아일랜드 공화국에서 시작된 채널들을 시청할 수 있는데, 여기에는 RTÉ One, RTÉ2, 아일랜드어 채널인 TG4가 포함된다.

## 프로그램
영국 텔레비전은 미국과 같은 다른 나라들과는 다르다. 영국에서 제작된 프로그램은 일반적으로 약 20주 동안 긴 시즌으로 방영되지 않는다. 대신, 길이는 다양하지만 보통 몇 달 동안 방영되는 에피소드 세트로 구성된 시리즈로 제작된다. 영국 텔레비전 시리즈 목록을 참조하라.

### 영국 텔레비전 프로그램 100선
영국 텔레비전 프로그램 100선은 2000년 영국 영화 협회(BFI)가 업계 전문가들의 여론조사를 통해 선정하여, 역대 가장 위대한 영국 텔레비전 프로그램을 장르 불문하고 결정한 목록이다. 2000년 이후 제작된 프로그램은 포함되어 있지 않지만, 이 목록은 20세기 가장 성공적인 영국 프로그램으로 일반적으로 간주되었던 것들을 파악하는 데 유용하다. 상위 10개 프로그램은 다음과 같다:
| 순위 | 프로그램                        | 채널     | 연도                       |
| ---- | ------------------------------- | -------- | -------------------------- |
| 1    | 폴티 타워                       | BBC2     | 1975–1979                  |
| 2    | 캐시 컴 홈 (더 웬즈데이 플레이) | BBC1     | 1966                       |
| 3    | 닥터 후                         | BBC1     | 1963–1989, 1996, 2005–현재 |
| 4    | 네이키드 시빌 서번트            | ITV      | 1975                       |
| 5    | 몬티 파이튼의 비행 서커스       | BBC2     | 1969–1974                  |
| 6    | 블루 피터                       | BBC1     | 1958–현재                  |
| 7    | 블랙스태프의 소년들             | BBC2     | 1982                       |
| 8    | 파킨슨                          | BBC1/ITV | 1971–1982, 1998–2007       |
| 9    | 예스 미니스터 / 예스, 총리님    | BBC2     | 1980–1988                  |
| 10   | 브라이즈헤드 재방문             | ITV      | 1981                       |

### TV 최고의 순간 100선
TV 최고의 순간 100선은 1999년 채널 4에서 선정한 목록이다. 상위 10개 항목은 다음과 같다:
| 순위 | 프로그램           | 채널              | 연도 | 순간 |
| ---- | ------------------ | ----------------- | ---- | --- |
| 1    | 뉴스               | BBC1 / BBC2 / ITV | 1969 | 아폴로 11호 달 착륙 |
| 2    | 뉴스               | BBC1 / BBC2 / ITV | 1990 | 넬슨 만델라의 석방 |
| 3    | 뉴스               | BBC1 / ITV        | 1997 | 마이클 포르티요가 총선에서 낙선하여, 마거릿 대처가 총리로 재임한 1979년부터 시작된 보수당 정부 시대의 종말을 상징하게 됨 |
| 4    | 뉴스               | BBC1 / BBC2 / ITV | 1997 | 웨일스 공비 다이애나의 죽음                                                                                              |
| 5    | 뉴스               | BBC1 / BBC2 / ITV | 1989 | 베를린 장벽 붕괴 |
| 6    | 1966년 FIFA 월드컵 | BBC1 / ITV        | 1966 | 결승전: 잉글랜드가 독일을 4–2로 이김; 해설자 케네스 월스턴홈의 인용문 "다 끝났다고 생각한다"                             |
| 7    | 오직 바보와 말들뿐 | BBC1              | 1989 | "Yuppy Love": 델 보이가 바 플랩을 통해 떨어짐                                                                            |
| 8    | 라이브 에이드      | BBC1 / BBC2       | 1985 | 에티오피아의 기근을 위한 기금 모금을 위한 다중 장소 록 콘서트                                                            |
| 9    | 블랙애더 고즈 포스 | BBC1              | 1989 | "Goodbyeee": 주인공들이 전선 돌격을 함                                                                                   |
| 10   | 뉴스               | BBC / ITV         | 1963 | 존 F. 케네디 암살 사건                                                                                                   |

### 가장 많이 시청된 텔레비전 방송 목록
많은 시청자를 끌어모으는 대부분의 특별 이벤트는 종종 여러 채널에서 방영된다. 단일 채널에서 역대 가장 많이 시청된 프로그램은 1973년 앤 공주의 결혼식으로, BBC1에서만 방영되었다. 이 표의 수치는 방송 시간 동안 각 방송이 달성한 평균 시청자 수를 나타내며, 최고 시청자 수는 포함하지 않는다.
- 1981년 이후 수치는 방송사 시청자 조사 위원회에서 확인되었다.
- 1981년 이전 수치는 영국 영화 협회(BFI)에서 제공되었다.

| 순위 | 행사                                             | 시청자 (백만 명) | 시청자 (백만 명) | 날짜                                                                                     | 네트워크    |
| 순위 | 행사                                             | 총계             | 채널             | 날짜                                                                                     | 네트워크    |
| ---- | ------------------------------------------------ | ---------------- | ---------------- | ---------------------------------------------------------------------------------------- | ----------- |
| 1    | 1966년 FIFA 월드컵 결승전: 잉글랜드 대 서독      | 32.30            |                  | 틀:Dts 오류: '30일'는 유효한 일이 아닙니다                                               | BBC1/ITV    |
| 2    | 다이애나 영국 공주의 장례식                      | 32.10            |                  | 틀:Dts 오류: '6일'는 유효한 일이 아닙니다                                                | BBC1/ITV    |
| 3    | 로열 패밀리 (다큐멘터리)                         | 30.69            |                  | 틀:Dts 오류: '21일'는 유효한 일이 아닙니다 및 틀:Dts 오류: '28일'는 유효한 일이 아닙니다 | BBC1/ITV    |
| 4    | UEFA 유로 2020 결승전: 이탈리아 대 잉글랜드      | 29.85            |                  | 틀:Dts 오류: '11일'는 유효한 일이 아닙니다                                               | BBC One/ITV |
| 5    | 아폴로 13호 착수                                 | 28.60            |                  | 틀:Dts 오류: '17일'는 유효한 일이 아닙니다                                               | BBC1/ITV    |
| 6    | 1970년 FA컵 결승전 재경기                        | 28.49            |                  | 틀:Dts 오류: '29일'는 유효한 일이 아닙니다                                               | BBC1/ITV    |
| 7    | 웨일스 공 찰스와 다이애나 스펜서 레이디의 결혼식 | 28.40            |                  | 틀:Dts 오류: '29일'는 유효한 일이 아닙니다                                               | BBC1/ITV    |
| 8    | 앤 공주와 마크 필립스의 결혼식                   | 27.60            |                  | 틀:Dts 오류: '14일'는 유효한 일이 아닙니다                                               | BBC1        |
| 9    | 보리스 존슨 총리의 코로나19 관련 성명            | 27.1             | 15.4             | 틀:Dts 오류: '23일'는 유효한 일이 아닙니다                                               | BBC One     |
| 9    | 보리스 존슨 총리의 코로나19 관련 성명            | 27.1             | 5.7              | 틀:Dts 오류: '23일'는 유효한 일이 아닙니다                                               | ITV         |
| 9    | 보리스 존슨 총리의 코로나19 관련 성명            | 27.1             | 1.6              | 틀:Dts 오류: '23일'는 유효한 일이 아닙니다                                               | 채널 4      |
| 9    | 보리스 존슨 총리의 코로나19 관련 성명            | 27.1             | 채널 5           | 틀:Dts 오류: '23일'는 유효한 일이 아닙니다                                               |             |
| 9    | 보리스 존슨 총리의 코로나19 관련 성명            | 27.1             | 스카이 뉴스      | 틀:Dts 오류: '23일'는 유효한 일이 아닙니다                                               |             |
| 9    | 보리스 존슨 총리의 코로나19 관련 성명            | 27.1             | BBC 뉴스         | 틀:Dts 오류: '23일'는 유효한 일이 아닙니다                                               |             |
| 10   | 2012년 하계 올림픽 폐막식                        | 24.46            | 24.46            | 틀:Dts 오류: '12일'는 유효한 일이 아닙니다                                               | BBC One     |

참고:
- 마거릿 공주와 스노든 경의 결혼식(1960년 5월 6일)은 전 세계적으로 약 3억 명의 시청자가 시청한 것으로 추정된다.[51]
- 최소 두 차례의 무하마드 알리 복싱 경기는 영국에서 최소 2,600만 명의 시청자가 시청한 것으로 보고되었다. 세기의 대결 (알리 대 프레이저)은 1971년에 영국에서 2,750만 명의 시청자가 시청한 것으로 보고되었으며,[52] 정글의 럼블 (알리 대 포먼)은 1974년에 BBC1에서 2,600만 명의 시청자가 시청한 것으로 보고되었다.[53]
- 라이브 에이드는 1985년 7월에 약 2,450만 명의 영국 시청자에게 도달한 것으로 보고되었다.[54]
- 윌리엄 왕자와 캐서린 미들턴의 결혼식(2011년 4월 29일)은 총 시청자 수 2,600만 명을 기록했지만, 이는 행사를 방송한 10개 채널의 합산 수치이다. 이 중 가장 높은 수치는 BBC1의 1,359만 명, ITV의 402만 명이었다.[55]

### 장르 목록

#### 어린이 TV 프로그램 100선
어린이 TV 프로그램 100선은 2001년 영국 텔레비전 채널 4에서 실시한 여론조사이다. 상위 5개 영국 제작 프로그램은 다음과 같다:
| 순위 | 프로그램      | 연도      |
| ---- | ------------- | --------- |
| 1    | 머펫 쇼       | 1976–1981 |
| 2    | 데인저 마우스 | 1981–1992 |
| 3    | 백푸스        | 1974      |
| 4    | 그랜지 힐     | 1978–2008 |
| 5    | 미스터 벤     | 1971–1972 |

#### 영국 아카데미 텔레비전상 드라마 시리즈 부문
영국 아카데미 텔레비전상 드라마 시리즈 부문은 영국 텔레비전 산업에서 가장 권위 있는 상 중 하나로, 미국의 에미상에 해당한다. 1954년부터 매년 수여되었으며, 영국 프로그램에만 해당한다. 모든 출품작이 접수되면 아카데미의 모든 자격 있는 회원들이 온라인으로 투표한다. 수상자는 각 상에 대해 9명의 아카데미 회원으로 구성된 특별 심사위원단이 4명의 후보자 중에서 선택하며, 각 심사위원단의 회원들은 아카데미 텔레비전 위원회에서 선정한다.
지난 5년간의 수상작은 다음과 같다:
- 2022년: 인 마이 스킨 – 익스펙테이션 엔터테인먼트 / BBC Three
- 2021년: 세이브 미 투 – 월드 프로덕션스 / 스카이 애틀랜틱
- 2020년: 빌어먹을 세상 따위 – 클러큰웰 필름스 / BBC One
- 2019년: 킬링 이브 – 시드 젠틀 필름스 / BBC One
- 2018년: 피키 블라인더스 – 타이거 애스펙트 프로덕션스 / BBC Two

### 지상파 채널 편성

#### 평일
평일 지상파 채널의 프로그램은 오전 6시에 시작되며, BBC One의 BBC 브렉퍼스트와 ITV의 굿 모닝 브리튼에서는 전국 아침 뉴스 프로그램(지역 뉴스 업데이트 포함)이 방영되고, 채널 5에서는 밀크셰이크! 브랜드의 어린이 프로그램이 방영된다. 채널 4는 주로 오전 시간대에 내 사랑 레이몬드와 같은 코미디 프로그램을 방송한다. 평일 아침 뉴스 프로그램은 BBC One에서는 오전 9시 30분, ITV에서는 오전 9시에 종료된다.
이후 BBC One에서는 일반적으로 부동산, 경매, 주택 및 정원 가꾸기를 포함한 라이프스타일 프로그램이 방영된다. BBC One은 점심 뉴스 이후까지 이 장르를 계속하며, 오후에는 다양한 사실 기반 쇼와 드라마를 방영한다. BBC Two는 오전 9시부터 오후 1시 사이에 BBC 뉴스 업데이트와 정치 프로그램을 방영한다. 채널 4는 종종 채널 4 뉴스 요약 후 이른 오후에 주택 프로젝트 및 고고학 라이프스타일 프로그램을 방영한다. 채널 5는 오전 시간대에 제레미 바인을 포함한 토크쇼 프로그램을 정기적인 뉴스 속보와 함께 방송한다. 오후에는 드라마를 방영한 후 홈 앤 어웨이 (드라마)와 네이버스 (드라마)와 같은 호주 연속극과 영화를 한 시간 동안 방영한다.
뉴스 속보방송은 BBC One과 ITV에서 오후 6시에서 7시 사이에 방송되며, BBC One은 전국 뉴스인 BBC 뉴스 앳 식스로 시작하고 ITV는 주요 지역 뉴스 프로그램으로 시작한다. 오후 6시 30분경, BBC One은 지역 뉴스 프로그램을 방송하고 ITV는 ITV 이브닝 뉴스를 방송한다. 채널 4 뉴스는 오후 7시에 시작하며 5 뉴스는 오후 5시에 한 시간 동안 방송된다.
프라임타임 프로그램은 일반적으로 BBC One의 이스트엔더스, ITV의 코로네이션 스트리트 및 에머데일, 채널 4의 홀리오크 (드라마)와 같은 연속극이 주를 이룬다. 이러한 연속극 또는 '연속 드라마'는 연중 내내 다를 수 있지만, 주간 드라마는 편성 고정되어 있다. BBC Two는 라이프스타일 및 다큐멘터리를 포함한 사실 기반 프로그램을 방송한다. BBC Four는 오후 7시에 프로그램을 시작한다. 이 채널은 예술, 다큐멘터리, 음악, 국제 영화, 코미디, 오리지널 프로그램, 드라마 및 시사 등 다양한 프로그램을 선보인다. 라이선스에 따라 매년 최소 100시간의 새로운 예술 및 음악 프로그램, 110시간의 새로운 사실 기반 프로그램, 20편의 외국 영화를 초연해야 한다. BBC One, BBC Two, ITV, 채널 4 및 채널 5는 저녁에 드라마와 다큐멘터리를 방송한다. 오후 10시에는 BBC One의 BBC 뉴스 앳 텐에서 주요 전국 뉴스가 (BBC Two의 뉴스나이트에 이어) ITV의 ITV 뉴스 앳 텐 (지역 심야 뉴스에 이어)으로 방송된다. 이 때문에 영국은 신문, 온라인, BBC 레드 버튼 서비스와 같은 TV 정보 서비스 또는 내장 전자 프로그램 안내와 같은 TV 가이드에 더 많이 의존할 수 있다.

#### 주말
주말 낮 프로그램은 전통적으로 더 많은 라이프스타일 프로그램과 영화, 그리고 대부분의 주말 오후에는 스포츠 이벤트의 생중계 및 녹화 방송으로 구성된다. 주말 프라임타임에는 다큐멘터리와 게임 쇼가 저녁에 자주 방영되면서 시청자 경쟁이 더욱 치열하다. BBC One과 ITV에서는 점심 시간, 이른 저녁, 늦은 저녁 뉴스 프로그램이 계속되지만, 방송 시간은 주중보다 짧다. 일요일 저녁 편성에는 일반적으로 드라마, 가벼운 오락, 다큐멘터리, 영화, 음악 콘서트, 축제 또는 스포츠 이벤트가 포함된다.

## 문화적 영향

### 기독교 윤리
1963년, 당시 BBC 총재였던 휴 그린 경이 추진했던 자유화 정책에 분노한 메리 화이트하우스는 서한 캠페인을 시작했다. 그녀는 이어서 클린 업 TV 캠페인을 시작하고, 1965년 국민 시청자 및 청취자 협회를 설립했다. 2008년 토비 영은 인디펜던트 기사에서 이렇게 썼다: "TV의 섹스와 폭력이 사회 전반의 도덕적 붕괴로 이어졌는지에 대한 더 넓은 질문에 대해서는 아직 결론이 나지 않았다. 서구 문명이 벼랑 끝에 서 있다는 것을 의심하는 사람은 없지만, 그 모든 책임을 BBC2와 채널 4에만 돌리는 것은 불공평하다."
2005년, [[BBC의 비판#제리 스프링거: 오페라|BBC의 제리 스프링거: 오페라 방송]]은 55,000건의 불만을 야기했고, 기독교 단체 크리스천 보이스의 시위를 촉발시켰으며, 기독교 연구소는 BBC에 대한 개인 소송을 제기했다. 소환장은 발부되지 않았다.

## 상
영국 아카데미 텔레비전상은 영국 텔레비전 산업에서 가장 권위 있는 상으로, 미국에서 에미상에 해당한다. 1954년부터 매년 수여되었으며, 영국 프로그램에만 해당한다. 모든 출품작이 접수되면 아카데미의 모든 자격 있는 회원들이 온라인으로 투표한다. 수상자는 4명의 후보자 중에서 각 상에 대해 9명의 아카데미 회원으로 구성된 특별 심사위원단이 선택하며, 각 심사위원단의 회원들은 아카데미 텔레비전 위원회에서 선정한다.
국립 텔레비전상은 ITV가 후원하고 1995년에 시작된 영국의 텔레비전 시상식이다. BAFTAs만큼 권위 있는 것으로 널리 알려져 있지는 않지만, 국립 텔레비전상은 일반 대중의 투표로 결과가 결정되는 가장 유명한 시상식일 것이다. BAFTAs와 달리, 국립 텔레비전상은 외국 프로그램도 영국 채널에서 해당 기간 동안 방영되었다면 후보로 지명될 수 있다.

## 규제
오프컴은 텔레비전을 포함한 영국의 통신 산업을 위한 독립 규제 및 경쟁 기관이다. 미디어 방송 규제 기관으로서 오프컴의 의무는 다음과 같다:
- 2005년 7월 25일에 발효되었으며 최신 버전은 2008년 10월에 발행된 방송 규정 명시. 규정 자체는 오프컴 웹사이트에 게시되어 있으며,[67] 방송 프로그램이 준수해야 할 필수 규칙을 제공한다. 주요 10개 섹션은 18세 미만 보호, 유해 및 불쾌감, 범죄, 종교, 공정성 및 정확성, 선거, 공정성, 개인 정보 보호, 후원 및 상업적 언급을 다룬다.[68] 2003년 통신법에 명시된 바와 같이, 오프컴은 규정 준수를 강제한다. 방송사가 규정을 준수하지 않으면 경고, 벌금, 잠재적으로 방송 면허 취소로 이어진다.
- 광고량 및 배포에 관한 규칙, 또한 2005년 7월 발효[69]
- 시청자 또는 기타 기관의 프로그램 및 후원에 대한 특정 불만 사항 조사. 오프컴은 웹사이트를 통해 격주로 방송 게시판을 발행한다. 예를 들어, 2009년 2월 게시판에는 스카이 원에서 도미노 피자가 심슨 가족을 후원한 것에 대해 내셔널 하트 포럼의 불만이 포함되어 있다. 오프컴은 이는 고지방, 고염분, 고당분 식품 광고 제한을 위반했기 때문에 방송 규정을 위반한 것으로 결론지었다.[70] (음식 및 음료 광고에 대한 어린이 대상 제한은 2006년 11월에 도입되었다.)[71]
- 영국의 전자기 스펙트럼 관리, 규제 및 할당, 그리고 텔레비전 방송을 위한 스펙트럼 일부의 허가
- TV 방송 관련 사항에 대한 공개 협의. 협의 결과는 오프컴에서 발행하며, 오프컴이 생성하고 시행하는 정책에 정보를 제공한다.[72]

2008년, 오프컴은 총 770만 파운드의 벌금을 부과했다. 여기에는 ITV 회사들에 대한 567만 파운드의 벌금이 포함되었는데, 새터데이 나이트 테이크어웨이의 투표 불규칙성으로 LWT에 대한 300만 파운드의 벌금과 BBC에 대한 총 49만 5천 파운드의 벌금이 포함되었다. 오프컴은 전화 참여 프로그램 스캔들이 벌금 총액에 크게 기여했다고 밝혔다.
광고 관행 위원회(CAP, 또는 BCAP)는 텔레비전 광고를 규율하는 관행 강령을 만들고 유지하기 위해 오프컴과 계약한 기관이다. 방송 광고 강령(또는 TV 강령)은 CAP 웹사이트에서 접근할 수 있다. 강령은 광고 표준(TV 강령), 지침, 편성 규칙, 문자 서비스(텔레텍스트 강령) 및 상호작용 텔레비전 지침을 다룬다. TV 강령의 주요 섹션은 준수, 프로그램 및 광고, 허용되지 않는 제품, 정치 및 논쟁적 문제, 오해의 소지가 있는 광고, 유해 및 불쾌감, 어린이, 의약품, 치료법, 건강 주장 및 영양, 금융 및 투자, 종교에 관한 것이다.
광고 기준국은 영국 내 광고 산업과 관련된 불만을 해결하는 독립 기관이다. 정부 자금을 받지 않고 광고 산업에 부과되는 세금으로 운영된다. CAP에서 제정한 강령 준수를 보장한다. ASA는 텔레비전 광고뿐만 아니라 모든 형태의 광고를 다룬다. ASA는 문제가 있는 광고를 오프컴에 회부할 수 있는데, 광고를 송출하는 채널이 궁극적으로 광고 콘텐츠에 대한 책임이 있으며 오프컴에 답변해야 하기 때문이다. 오프컴은 필요한 경우 벌금을 부과하거나 방송 면허를 취소할 수 있다.

## 수신료 징수제
영국 및 왕실 속령(단, 영국의 해외 영토는 제외)에서는 모든 공영 방송 텔레비전 서비스를 수신하거나 BBC iPlayer를 사용하려면 텔레비전 수신료가 필요하다. 이는 상업 채널, 케이블 및 위성 전송, 인터넷 스트리밍 채널을 포함하며, 시청에 사용되는 기술과 무관하게 적용된다. 수신료 수입은 BBC의 라디오, 텔레비전 및 인터넷 콘텐츠, S4C의 웨일스어 텔레비전 프로그램, 글로벌 대중매체 모니터링, 9개 오케스트라 및 공연 단체, 기술 연구, 광대역 보급 기여에 사용된다. 이 수수료는 구독료가 아니라 목적세로 분류된다. BBC는 2021/2022년 수신료 수입의 월별 지출을 다음과 같이 밝혔다:
| 월별 라이선스당 지출 | 비율 | 목적                                   |
| -------------------- | ---- | -------------------------------------- |
| £7.29                | 55%  | 텔레비전                               |
| £2.09                | 16%  | 라디오                                 |
| £1.27                | 10%  | BBC 온라인                             |
| £1.30                | 10%  | BBC 월드 서비스                        |
| £0.72                | 5%   | 기타 서비스 및 생산 비용               |
| £0.58                | 4%   | 라이선스 수수료 징수 및 연금 적자 비용 |

## 제작
2002년 기준, 뉴스 제외하고 영국 텔레비전 산업에서 연간 27,000시간의 오리지널 프로그램이 제작되며, 비용은 26억 파운드이다. 오프컴은 제작의 56%(15억 파운드)가 채널 소유주의 자체 제작이며, 나머지는 독립 제작사에서 이루어진다고 밝혔다. 오프컴은 1990년 방송법에 명시된 대로 채널 운영자에게 25%의 독립 제작 할당량을 강제하고 있다.

### 자체 제작
15개 지역 ITV 프랜차이즈 중 12개를 소유한 ITV plc는 자체 제작 부서인 ITV 스튜디오에 ITV 편성의 75%를 제작하라는 목표를 설정했다. 이는 오프컴이 허용하는 최대치이다. 이는 현재 54%에서 상승한 수치이며, 2012년까지 제작 수익을 12억 파운드로 두 배로 늘리려는 ITV 콘텐츠 중심 전략의 일환이다. ITV 스튜디오는 현재 코로네이션 스트리트, 에머데일 및 하트비트와 같은 프로그램을 제작하고 있다.
대조적으로, BBC는 창의적 경쟁 창(WOCC)을 시행했는데, 이는 BBC의 자체 제작 및 독립 제작사들이 경쟁할 수 있는 오프컴 할당량 25% 외에 추가 25%의 비율이다. BBC는 모든 생명체는 위대하고 작은과 F***off I'm a Hairy Woman과 같은 프로그램을 제작한다.
채널 4는 모든 프로그램을 독립 제작사에게 위탁한다.

### 독립 제작
1982년 채널 4의 출범과 1990년 방송법에 따른 25%의 독립 제작 할당량으로 인해 영국에서는 독립 제작 부문이 성장했다. 주요 회사로는 톡백 템즈, 엔데몰 UK, 햇 트릭 프로덕션, 타이거 애스펙트 프로덕션스 등이 있다. 전체 목록은 다음을 참조하라: 분류:영국의 텔레비전 제작사

## 역사

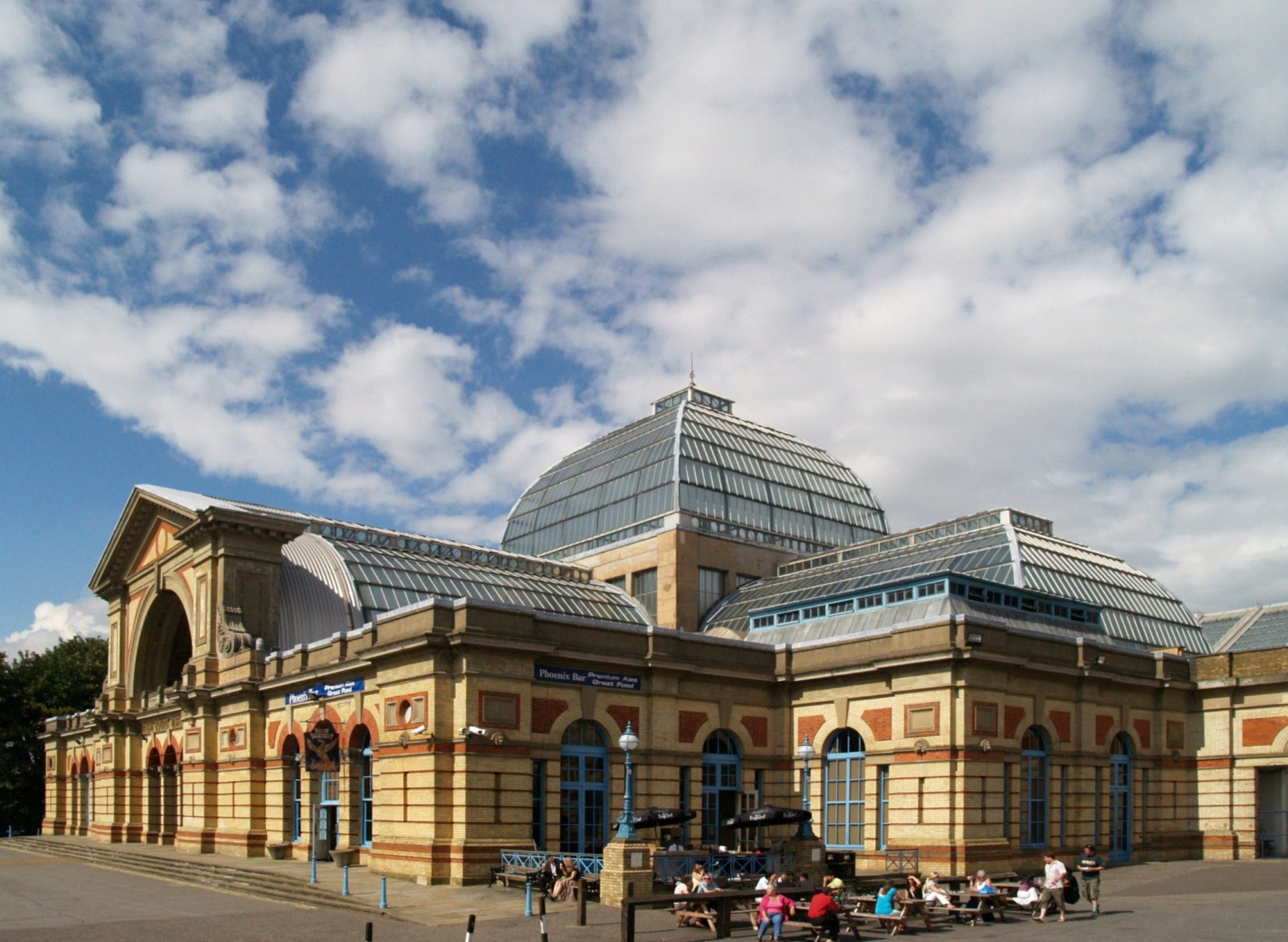
알렉산드라 궁전, 1936년부터 BBC 텔레비전 서비스의 본부

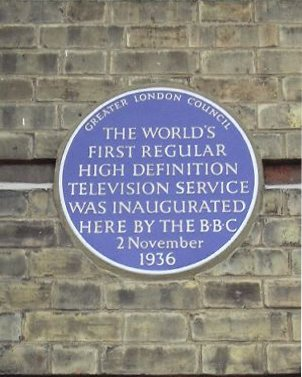
일반적으로 수신 가능한 텔레비전의 탄생을 기념하는 알렉산드라 궁전의 명판. 여기서 '고화질'은 현대의 고화질이 아닌 405라인 텔레비전 시스템을 의미한다.

### 연표
| 1932          | 기계식 아날로그 지상파        | 1926년부터 시작된 기계식 텔레비전 시험 송출에 이어, 첫 공식 BBC 텔레비전 방송이 이루어졌다. |
| 1936          | 아날로그 지상파               | BBC는 전자 텔레비전 방송인 BBC 텔레비전 서비스를 알렉산드라 궁전에서 시작했다. 영상 형식은 단색, 405라인이며, 전송은 아날로그 지상파 초고주파이다. 1960년 서비스는 BBC TV로 리브랜딩되었다. |
| 1938          | 아날로그 케이블               | 영국 최초의 케이블 서비스인 커뮤니티 안테나 TV가 브리스틀과 킹스턴어폰헐에서 시작되어 405라인 서비스를 배포했다. |
| 1939          | 아날로그 TV                   | 제2차 세계 대전 기간 동안 BBC 텔레비전 서비스는 1939년 9월부터 1946년 6월까지 중단되었다. |
| 1955          | 규제                          | 1954년 텔레비전법에 의해 독립 텔레비전 관리국(ITA)이 ITV 창설을 감독하기 위해 임명되었다. |
| 1955          | 아날로그 지상파               | 독립 텔레비전, 영국의 두 번째 채널이 연합 리디퓨전, 첫 ITV 프랜차이즈가 출범하면서 시작되었다. ITV는 초기에는 14개의 지역 프랜차이즈로 구성되었으며, 이 중 세 곳(런던, 미들랜드, 노스)은 평일과 주말 프랜차이즈로 추가 분할되었다. 프랜차이즈들은 1955년 9월부터 1962년 9월 사이에 출범했으며, 프랜차이즈 보유자들은 연합 리디퓨전, 연합 텔레비전 (두 개의 프랜차이즈, ATV 런던 및 ATV 미들랜드 보유), ABC 위켄드 TV (두 개의 프랜차이즈, ABC 미들랜드 및 ABC 노스), 그라나다 텔레비전, 스코틀랜드 텔레비전, 텔레비전 웨일스 앤 더 웨스트, 서던 텔레비전, 타인 티즈 텔레비전, 앵글리아 텔레비전, 얼스터 텔레비전, 웨스트워드 텔레비전, 보더 텔레비전, 그램피언 텔레비전, 채널 텔레비전 및 웨일스 웨스트 앤 노스 텔레비전이었다. |
| 1964          | 아날로그 지상파               | BBC2가 625라인의 더 높은 화질 형식(576i)으로 출시되었다. UHF 주파수와 다른 형식으로 방송되었기 때문에 405라인 TV 소유자는 이를 수신할 수 없었다. 동시에 BBC TV는 BBC1으로 리브랜딩되었다. |
| 1960년대      | 아날로그 케이블               | 리디퓨전 비전은 625라인 케이블 서비스를 시작한다. |
| 1966          | 프로그램 편성                 | 1966년 월드컵 결승전이 BBC1과 ITV에서 방송되어 총 3,230만 명의 시청자를 기록하며 가장 많이 시청된 방송이 되었다. |
| 1967          | 아날로그 지상파               | PAL 형식을 사용하여 BBC2에서 컬러 전송이 시작되었다. |
| 1968          | 아날로그 지상파               | ITA는 ITV 프랜차이즈를 변경했다. 미들랜드 및 노스 프랜차이즈의 평일/주말 분할이 제거되었지만, 노스는 북서부와 요크셔로 분할되었다. 1968년부터 텔레퓨전 요크셔가 새로운 요크셔 프랜차이즈를 보유했다. 템즈 텔레비전은 ABC와 리디퓨전에서 형성된 런던 평일 프랜차이즈를 위해 만들어졌다. 런던 위켄드 텔레비전은 런던 주말 프랜차이즈 보유자인 ATV를 대체했다. |
| 1968          | 아날로그 지상파               | ITV 비상 전국 서비스는 프랜차이즈 변경 구현의 결과로 발생한 파업으로 인해 1968년 8월 몇 주 동안 지역 ITV 네트워크를 대체했으며, '독립 텔레비전'이라는 방송 이름을 사용했다. |
| 1969          | 아날로그 지상파               | BBC1과 ITV에서 컬러 전송이 시작되었다. |
| 1969          | 프로그램 편성                 | 아폴로 11호 달 착륙이 BBC1, BBC2, ITV에서 방송되었으며, 1999년 채널 4가 선정한 목록에서 최고의 TV 순간으로 선정되었다. |
| 1972          | 규제                          | 1972년 사운드 방송법은 ITA를 독립 방송 관리국으로 재편성한다. |
| 1972          | 아날로그 케이블               | 브리스틀, 그리니치, 셰필드, 스윈든, 웰링버러에 실험적인 지역 케이블 채널에 대한 면허가 발급되었다. |
| 1974          | 아날로그 지상파               | 영국의 첫 문자 다중 방송 서비스인 시팩스와 오라클이 출시되었다. |
| 1975          | 프로그램 편성                 | 폴티 타워즈가 처음 방송되었으며, 2000년 영국 영화 협회가 선정한 목록에서 최고의 영국 텔레비전 프로그램으로 선정되었다. |
| 1979          | 아날로그 지상파               | 10주간의 산업 분쟁으로 인해 거의 모든 ITV 방송 및 제작이 중단되었다. 10월 24일 프로그램이 재개되었을 때 오리지널 프로그램이 부족하여 ITV는 3-2-1 재방송을 보여주었다. 오리지널 프로그램은 2개월 반 후에 재개되었다. |
| 1982          | 아날로그 지상파               | ITV 프랜차이즈 변경이 발효되었다. 센트럴 인디펜던트 텔레비전은 재편성된 ATV에서 설립되었다. 텔레비전 사우스(TVS)는 서던 텔레비전을 대체했다. TSW는 웨스트워드 텔레비전을 대체했다. 아침 텔레비전을 위한 새로운 전국 ITV 프랜차이즈가 만들어져 TV-am에 부여되었다. |
| 1982          | 아날로그 지상파               | 영국의 두 번째이자 세 번째 독립 채널인 채널 4와 S4C가 출시되었다. S4C는 웨일스에 방송되었고, 채널 4는 나머지 지역에 방송되었다. ITV 회사들은 1992년 말까지 채널 4의 광고 시간을 판매했다. ITV와 채널 4는 1998년까지 서로의 프로그램을 교차 홍보했다. |
| 1983          | 아날로그 지상파               | BBC1과 ITV에서 아침 텔레비전이 출시되었다. |
| 1985          | 아날로그 지상파               | 두 방송국의 아날로그 지상파 초고주파 방송의 최종 전송이 1월 3일 중단되었다. |
| 1986          | 아날로그 지상파               | BBC가 처음으로 매일 오전 6시부터 자정까지 BBC1을 방송하는 완전한 주간 서비스를 시작했다. |
| 1987          | 아날로그 지상파               | ITV는 첫 공식화된 아침 편성을 시작했다. 이는 학교 프로그램이 채널 4로 이관되면서 가능해졌다. |
| 1980년대 후반 | 아날로그 케이블               | 지역 케이블 운영자에게 프랜차이즈를 부여했으며, 대부분은 결국 합병하여 버진 미디어가 될 것이다. WightFibre 및 Wrights Radio Relay는 독립 상태로 남아 있다. |
| 1989          | 아날로그 위성                 | 스카이가 유료 위성 서비스인 스카이를 출시했으며, 페이퍼뷰 영화 및 이벤트를 제공한다. |
| 1990          | 규제                          | 1990년 방송법은 독립 방송 관리국과 케이블 관리국을 폐지하고 독립 텔레비전 위원회로 대체한다. 이 법은 ITV 프랜차이즈 간의 합병을 가능하게 한다. 지역 프랜차이즈는 결국 통합되어 ITV plc (13개 프랜차이즈 보유)와 STV 그룹 (2개 프랜차이즈)이 될 것이다. ITV plc가 소유하게 될 대부분의 프랜차이즈는 2001년에 ITV1 브랜드를 채택하고, 2002년에 지역 정체성을 포기한다. 두 STV 그룹 프랜차이즈는 2006년에 STV 브랜드로 표준화되었으며, 채널 텔레비전은 그 당시 ITV plc와 독립적이었음에도 불구하고 ITV1 브랜드를 채택했다. |
| 1990          | 아날로그 위성                 | BSB가 유료 5채널 위성 서비스를 시작한다. |
| 1991          | 아날로그 지상파               | 두 ITV 지역과 채널 4는 NICAM을 사용하여 스테레오 사운드 전송을 시작했으며, 나머지 ITV 네트워크는 다음 몇 년 동안 이를 따랐다. BBC는 1986년부터 시험 전송을 시작하여 8월 31일에 NICAM 스테레오 방송을 시작했다. |
| 1992          | 아날로그 위성                 | 스카이와 합병 후 BSkyB는 BSB의 옛 위성 전송을 중단했다. |
| 1992          | 프로그램 편성                 | 고스트워치가 BBC1에서 방송되었으며, 2005년 채널 4가 선정한 목록에서 가장 논란이 많았던 TV 순간으로 선정되었다. 이 프로그램은 방송 후 2,215건의 불만을 받았다. |
| 1993          | 아날로그 지상파               | ITV 프랜차이즈 변경이 발효되었다. 웨스트컨트리 텔레비전이 텔레비전 사우스 웨스트를 대체했다. 칼턴 텔레비전이 템즈 텔레비전을 대체했다. 메리디안 방송이 텔레비전 사우스를 대체했다. 굿 모닝 텔레비전이 TV-am을 대체했다. 텔레텍스트 Ltd가 전국 텔레텍스트 프랜차이즈 보유자인 오라클을 대체했다. |
| 1997          | 아날로그 지상파               | 채널 5가 출시되었으며, 스카이에서도 처음으로 출시된 영국 지상파 방송사이다. |
| 1998          | 디지털 위성                   | BSkyB가 스카이 디지털(현재 스카이 TV로 판매)을 출시했으며, 영국 최초의 디지털 위성 서비스이다. 아날로그 서비스와 달리 전자 프로그램 안내, 대화형 TV 및 문자 서비스, 특정 채널의 와이드스크린 영상 형식(16:9), 음성 설명 및 니어 주문형 비디오 페이퍼뷰 영화 채널을 포함한다. 이는 BBC, 채널 4, S4C도 처음으로 위성으로 방송하게 되었음을 의미하며, 따라서 채널 4는 웨일스에서 이용 가능하게 되었고, S4C의 새로운 웨일스 전용 버전이 전국적으로 방송된다. BBC는 처음에는 암호화되어 지역성이 없었지만, 2003년 5월부터 암호화를 해제하고 지역별 변형을 출시할 것이다. ITV는 2001년 10월까지 스카이 디지털에 합류하지 않을 것이다. 스카이 디지털은 약 200개의 TV 또는 라디오 채널로 출시되었다.                                    |
| 1998          | 디지털 지상파                 | 온디지털, 유료 디지털 지상파 서비스 출시 |
| 1998          | 디지털 케이블                 | NTL, 텔레웨스트 및 케이블 앤드 와이어리스는 스카이 디지털과 유사한 특성을 가진 디지털 케이블 서비스를 시작한다. 스카이 디지털과 달리 케이블은 지역 서비스로 남아 있으며, 모든 버전의 BBC 채널과 ITV를 제공한다. |
| 1999          | IPTV                          | 영국 최초의 IPTV 서비스인 킹스턴 인터랙티브 텔레비전(KIT)이 헐에서 출시되었다. 이는 영국 최초의 주문형 비디오 서비스이다. BBC는 이전에 1994년 투모로우즈 월드 에피소드에서 정보고속도로를 통해 주문형 비디오를 시청하는 개념을 시연했다. |
| 2001          | 아날로그 위성                 | BSkyB가 아날로그 위성 서비스를 중단했다. |
| 2002          | 디지털 지상파                 | ITV 디지털(구 온디지털) 폐쇄 |
| 2002          | 디지털 지상파                 | ITV 디지털을 대체할 무료 디지털 지상파 서비스인 프리뷰 출시 |
| 2003          | 규제                          | 2003년 통신법은 독립 텔레비전 위원회를 폐지하고 오프컴으로 대체한다. |
| 2004          | 디지털 지상파                 | 디지털 지상파 유료 서비스인 톱 업 TV 출시 |
| 2006          | 케이블                        | NTL과 텔레웨스트의 합병; 나중에 버진 모바일과 합병하여 버진 미디어로 재출범할 것이다. |
| 2006          | 케이블                        | 영국 최초의 고화질 공영 방송, BBC와 ITV가 NTL:텔레웨스트를 통해 2006년 FIFA 월드컵을 고화질로 방송 |
| 2006          | IPTV                          | 킹스턴 커뮤니케이션즈가 KIT를 중단했다. |
| 2006          | IPTV                          | 프리뷰 수신기능이 결합된 주문형 유료 비디오 서비스인 BT 비전 출시. 2023년 EE TV로 리브랜딩되었다. |
| 2006          | 인터넷 텔레비전               | BSkyB가 스카이 TV 가입자를 대상으로 인터넷을 통해 PC로 텔레비전 프로그램을 다운로드하는 프로그램인 스카이 애니타임을 출시했다. 나중에 스카이 고로 리브랜딩되었다. |
| 2006          | 인터넷 텔레비전               | 채널 4가 4 온 디맨드를 출시하여 인터넷을 통해 텔레비전 프로그램을 무료 및 유료로 다운로드할 수 있게 했다. 나중에 올 4로 리브랜딩되었고, 2023년에는 채널과 같은 이름으로 채널 4로 다시 리브랜딩되었다. |
| 2007          | 인터넷 텔레비전               | ITV가 itv.com을 주문형 포털로 재출시했다. 나중에 ITVX로 리브랜딩되었다. |
| 2007          | 아날로그 지상파               | 아날로그 지상파 UHF 전송 중단으로 디지털 전환이 시작되었다. |
| 2007          | 인터넷 텔레비전               | BBC가 BBC 프로그램을 온라인으로 시청할 수 있는 도구인 BBC iPlayer를 출시했다. |
| 2008          | 디지털 위성                   | 무료 위성 텔레비전 서비스인 프리샛이 출시되었다. |
| 2011          | 인터넷 텔레비전               | 12월에 스트리밍 TV 서비스인 러브필름 인스턴트가 출시되었다. 나중에 아마존 웹사이트와 통합되어 프라임 비디오로 리브랜딩될 것이다. |
| 2012          | 인터넷 텔레비전               | 넷플릭스가 영국에서 스트리밍 TV 서비스를 출시했다. |
| 2012          | 인터넷 텔레비전               | 스카이가 NOW TV를 출시했는데, 이는 스카이의 위성 서비스와 유사한 콘텐츠를 계약 없이 제공하는 유료 인터넷 TV 서비스이다. 나중에 Now로 리브랜딩되었다. |
| 2012          | 디지털 지상파/인터넷 텔레비전 | 지상파 및 인터넷 TV 서비스를 수신하는 하이브리드 셋톱박스인 YouView가 출시되었다. 2023년 7월, YouView는 소비자 마케팅을 중단했지만, 특정 TV 및 셋톱박스에서 사용되는 기술 플랫폼으로 계속 남아 있다. |
| 2012          | 아날로그 지상파               | 북아일랜드에서 아날로그 방송이 종료되면서 모든 지역에서 아날로그 지상파 UHF 전송이 중단되었다. |
| 2013          | 아날로그 케이블               | 버진 미디어가 마지막 아날로그 케이블 지역을 폐쇄했다. |
| 2015          | 디지털 지상파/인터넷 텔레비전 | 지상파 및 인터넷 TV 서비스를 결합한 하이브리드 셋톱박스인 프리뷰 플레이가 출시되었다. |
| 2017          | 아날로그 케이블               | 라이츠 라디오 릴레이가 뉴타운, 파위스의 아날로그 및 디지털 케이블 TV 서비스를 종료했는데, 이는 영국 최후의 공공 아날로그 TV 서비스이다. |
| 2019          | 인터넷 텔레비전               | 브릿박스가 출시되었는데, BBC와 ITV plc가 설립한 유료 스트리밍 서비스이다. 2022년에 ITVX로 통합되었다. |
| 2022          | 인터넷 텔레비전               | 스카이 글라스가 출시되었는데, 이는 스카이의 위성 배포 대신 인터넷을 통해 모든 콘텐츠를 수신하는 TV이다. 2022년에는 동일한 서비스를 제공하는 인터넷 연결 장치인 스카이 스트림이 출시되었다. |
| 2022          | 인터넷 텔레비전               | 버진 미디어의 스트림이 출시되었는데, 버진의 광대역 연결을 통해 모든 콘텐츠를 데이터로 수신하는 TV 서비스이다. 이전 케이블 TV 서비스와 마찬가지로, 접근은 버진의 케이블 네트워크로 제한된다. 나중에 플렉스로 리브랜딩되었다. |

### 폐쇄 및 중단된 텔레비전 제공업체
| 제공업체              | 연도          | 무료 또는 유료 | 채널 수    | 컬러   | 디지털 | VOD    | 전송                 |
| --------------------- | ------------- | -------------- | ---------- | ------ | ------ | ------ | -------------------- |
| VHF 지상파 TV         | 1936–1985     | 무료           | 2          | 아니요 | 아니요 | 아니요 | 아날로그 지상파      |
| 405라인 케이블 서비스 | 1938–1985     | 무료           | 2          | 아니요 | 아니요 | 아니요 | 아날로그 케이블      |
| UHF 지상파 TV         | 1965–2012     | 무료           | 5 (또는 6) | 예     | 아니요 | 아니요 | 아날로그 지상파      |
| 다중 케이블 서비스    | 1970년대–2017 | 무료 및 유료   | 알 수 없음 | 예     | 아니요 | 아니요 | 아날로그 케이블      |
| 스카이 [아날로그]     | 1989–2001     | 유료           | 알 수 없음 | 예     | 아니요 | 아니요 | 아날로그 위성        |
| BSB                   | 1990–1992     | 유료           | 5          | 예     | 아니요 | 아니요 | 아날로그 위성        |
| 온디지털 / ITV 디지털 | 1998–2002     | 유료           | 알 수 없음 | 예     | 예     | 아니요 | 디지털 지상파        |
| KIT                   | 1999–2006     | 유료           | 알 수 없음 | 예     | 예     | 예     | IPTV                 |
| 톱 업 TV              | 2004–2013     | 유료           | 알 수 없음 | 예     | 예     | 아니요 | 디지털 지상파        |
| 프리와이어            | 2006–2014     | 유료           | 50         | 예     | 예     | 아니요 | IPTV                 |
| EE TV                 | 2014–2021     | 유료           | 99         | 예     | 예     | 예     | 디지털 지상파 + IPTV |
| 플러스넷 TV           | 2015–2021     | 유료           | 95         | 예     | 예     | 예     | 디지털 지상파 + IPTV |

다음 인터넷 TV 서비스는 폐쇄되었다:
| 서비스                      | 연도      |
| --------------------------- | --------- |
| 블링크박스 / 톡톡 TV 스토어 | 2007–2018 |
| 시소                        | 2010–2011 |
| UTV 플레이어                | 2014–2016 |
| BBC 스토어                  | 2015–2017 |

다음 서비스는 출시 전에 중단되었다:
- 스카이 피크닉, 2007년 스카이가 제안한 유료 디지털 지상파 서비스
- '프로젝트 캥거루', 2007년 BBC, ITV, 채널 4가 발표한 인터넷 TV 서비스. 일부 기술은 시소에 재사용되었다. 유사한 개념은 나중에 브릿박스로 출시되었다.

#### 아날로그 지상파 텔레비전

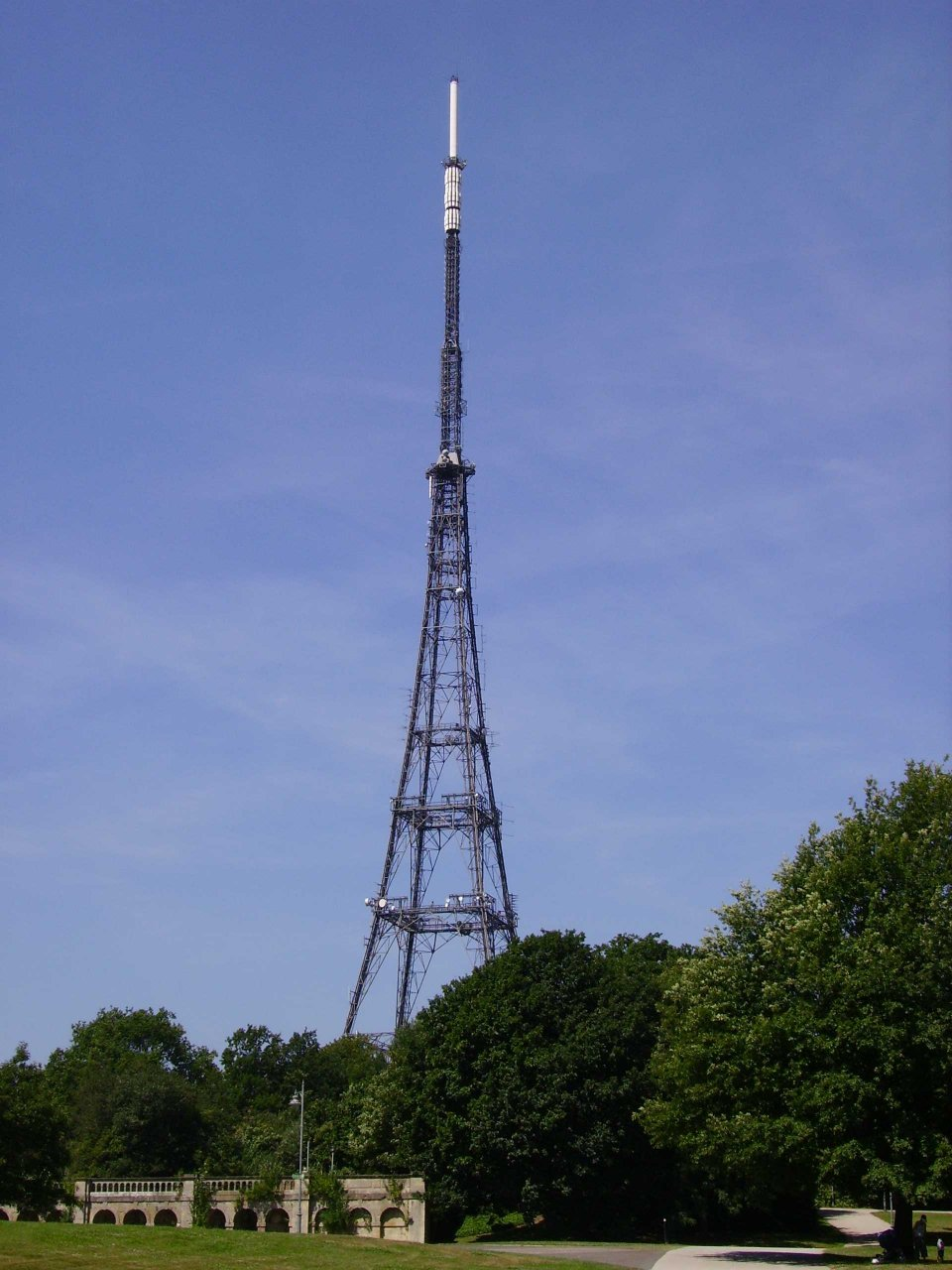
크리스털 팰리스 송신기. 1956년에 건설되었으며, 그레이터런던의 주요 송신기이다.

영국 전역의 디지털 전환 진행 상황
전환 완료

아날로그 TV는 VHF(1936년) 및 이후 UHF(1964년) 전파를 통해 송출되었으며, 아날로그 방송은 2012년에 종료되었다.
VHF 전송은 1936년에 시작되어 1985년에 종료되었으며(1939년부터 1946년까지 공백), 두 개의 채널을 송출했다. 개시 채널은 BBC 텔레비전 서비스였으며, 1964년부터 BBC1로 알려졌다. 이는 1955년부터 1962년 사이에 시작된 지역 프랜차이즈 네트워크인 독립 텔레비전과 합류했다. 이 채널들은 405라인 텔레비전 시스템을 사용하여 단색으로 전송되었으며, 가시선은 376개, 초당 프레임은 25개의 비월 주사 (초당 50개 필드)였으며, 초기에는 가로세로비 5:4였으나 1950년에 4:3으로 전환되었다. 단계적 폐쇄는 1982년에 시작되어 1985년 1월에 완료되었다.
UHF 전송은 1964년에 시작되어 2012년에 종료되었다. 개시 채널은 BBC2였다. 이후 BBC1, ITV 네트워크, 채널 4 또는 S4C (웨일스), 채널 5뿐만 아니라 지역 TV 채널 네트워크가 합류할 것이다. 전송은 시스템 I 표준을 사용하여 시작되었는데, 이는 625라인 단색 화면으로, 가시선은 576개, 초당 프레임은 25개의 비월 주사(초당 50필드)이며, 4:3 가로세로비를 가졌다. 기술 발전에는 컬러(1967년), 문자 다중 방송(1974년), 스테레오 사운드(1991년)가 포함되었다. 시청자를 아날로그에서 디지털 전송으로 전환하려는 움직임은 디지털 전환이라는 지역별 과정이었는데, 이는 2007년에 시작되어 북아일랜드에서 아날로그 UHF 전송이 중단된 2012년 10월에 완료되었다.
영국에는 더 이상 아날로그 방송이 없지만, 폐쇄형 RF 배포 시스템(예: 아파트 건물의 인터콤에서 오는 비디오 피드 또는 보안 시스템)에는 PAL 신호가 존재할 수 있다.
| 일반 채널 위치                              | 채널 이름                                              | 채널 소유자                              | 지역                                                                            | 초고주파 출시일                   | 극초단파 출시일  |
| ------------------------------------------- | ------------------------------------------------------ | ---------------------------------------- | ------------------------------------------------------------------------------- | --------------------------------- | ---------------- |
| 1                                           | BBC One                                                | 영국방송공사                             | 18개 지역별 변형                                                                | 1936년 11월 2일                   | 1969년 11월 15일 |
| 2                                           | BBC Two                                                | 영국방송공사                             | 4개 지역별 변형                                                                 | N/A                               | 1964년 4월 20일  |
| 3                                           | ITV (방송 브랜드 ITV1, STV 또는 UTV; 법적 이름 채널 3) | ITV 네트워크 Ltd (ITV plc, STV 그룹)     | 17개 지역별 변형 (ITV 14개, STV 2개, UTV); 24개 광고 지역; 13개 텔레텍스트 지역 | 1955년 9월 22일 – 1962년 9월 14일 | 1969년 11월 15일 |
| 4 (잉글랜드 지역, 스코틀랜드 및 북아일랜드) | 채널 4                                                 | 채널 포 텔레비전 코퍼레이션              | 6개 광고 지역                                                                   | N/A                               | 1982년 11월 2일  |
| 4 (웨일스)                                  | S4C                                                    | S4C 관리국                               | 1개 지역                                                                        | N/A                               | 1982년 11월 1일  |
| 5                                           | 채널 5                                                 | 바이어컴 인터내셔널 미디어 네트워크 유럽 | 4개 광고 지역                                                                   | N/A                               | 1997년 3월 30일  |
| 6                                           | 제한 서비스 허가 채널                                  | 다양                                     | 18개 채널 (약)                                                                  | N/A                               | 1998년 10월부터  |

### 폐지된 채널
영국에는 거의 200개의 폐지된 채널이 있다. 목록은 영국의 이전 TV 채널 목록 또는 분류:영국의 폐지된 텔레비전 채널을 참조하라.

### 해설

#### 영국 텔레비전의 부상
영국방송공사(BBC)는 1927년 라디오 방송 개발을 위해 설립되었으며, 1936년에는 필연적으로 TV 방송에 참여하게 되었다. BBC는 영국 거주자가 구매하는 "방송 수신 허가료" 수입으로 자금을 조달한다. 이 비용은 영국 정부와의 합의에 의해 결정된다.
텔레비전은 1947년 영국에서 인기를 얻기 시작했지만, 확산은 느렸다. 1951년에는 런던과 버밍엄 근처의 두 송신기만 있었고, 영국 가정의 9%만이 텔레비전을 소유하고 있었다. 영국은 세계에서 처음으로 가정으로 직접 송출되는 정규 일일 텔레비전 일정을 가졌고, 텔레비전 작업을 위한 기술 전문가를 양성한 최초의 국가였다.
1972년까지 영국에서 텔레비전 방송 시간은 체신청장의 통제 아래 영국 정부에 의해 엄격하게 규제되었다. 1955년 상업 채널 ITV가 출범하기 전에는 BBC는 하루 최대 5시간만 텔레비전 방송을 할 수 있도록 법으로 제한되어 있었다. 상업 채널 ITV가 출범하면서 두 채널 모두 하루 7시간 방송으로 늘어났다. 점차적으로 방송 시간이 늘어났다. 일반적으로 1960년대 후반에는 영국 내 모든 텔레비전 채널에 대해 주당 50시간의 방송이 법으로 규제되었다. 이는 BBC1, BBC2, ITV가 월요일부터 금요일까지 하루 7시간, 토요일과 일요일에는 하루 7.5시간만 정상적인 프로그램을 방송할 수 있다는 의미였다.
1957년까지 영국에서는 오후 6시부터 오후 7시까지 텔레비전을 방영할 수 없었다. 이를 "토들러 휴전"이라고 불렀는데, 부모들이 프라임타임 텔레비전이 시작되기 전에 아이들을 재울 수 있도록 하자는 생각이었다. 이 제한은 1957년에 해제되었다. 그러나 일요일에는 오후 6시부터 오후 7시까지 텔레비전 방송이 중단되었다. 이는 종교 지도자들이 텔레비전이 교회 예배에 방해가 될까 우려했기 때문이었다. 1958년, 이 시간대에 종교 프로그램만 방영될 수 있다는 타협안이 도출되었다. 이 제한은 1972년 1월에 해제되었다.
체신청장은 규정에 대한 면제를 허용했다. 모든 학교 프로그램, 성인 교육, 종교 프로그램, 국가 행사, 정치 방송 및 웨일스어 프로그램은 제한에서 완전히 면제되었다. 스포츠 및 외부 방송 이벤트에는 연간 사용할 수 있는 별도의 방송 시간 할당량이 주어졌는데, 1950년대 중반에는 연간 200시간으로 시작하여 1960년대 후반에는 연간 350시간으로 증가했다. 크리스마스 이브, 크리스마스 당일, 박싱 데이, 새해 전야 및 새해 당일 방송 또한 엄격하게 통제되는 제한에서 면제되었다.
1970년 6월 보수당 정부가 당선되면서 방송 시간 통제에 변화가 생겼다. 처음에는 일반적인 방송 시간이 하루 8시간으로 연장되었고, 크리스마스 면제가 늘어났으며, 스포츠/외부 방송 할당량도 증가했다. 1972년 1월 19일, 당시 체신 및 통신 장관이었던 크리스토퍼 채터웨이는 영국 하원에 그 날부터 텔레비전 방송 시간에 대한 모든 제한이 해제되고, 방송사들이 자체 방송 시간을 설정할 수 있게 될 것이라고 발표했다. 1972년 11월까지 ITV는 매일 오전 9시 30분부터 완전한 주간 편성을 시작했고, BBC도 더 많은 주간 프로그램을 포함하도록 편성을 확장했다.
영국 정부는 이전에 BBC의 이사회에 인사를 임명했는데, 이는 조직의 전반적인 방향과 고위 경영진의 임명을 담당했지만 일상적인 경영은 아니었다. 2007년부터 BBC 트러스트가 이사회를 대체했다. 이는 BBC 경영진 및 외부 기관으로부터 운영상 독립적이며, 수신료 납부자들의 최선의 이익을 위해 행동하는 것을 목표로 한다.
상업 텔레비전은 1955년 영국에서 처음 도입되었다. 미국과 달리, 광고와 프로그램 사이에 명확한 구분이 있었다. 광고주들은 프로그램 내에서 미리 정해진 휴식 시간에만 광고 시간을 구매했으며, 프로그램 내용과는 아무런 관련이 없었다. 광고 내용과 성격은 상업 텔레비전을 통제하는 기관인 ITA에 의해 엄격하게 통제되었다.

#### 위성 텔레비전의 역사
영국에서 최초의 상업 방송위성(DBS, direct-to-home으로도 알려져 있음) 서비스인 스카이 텔레비전은 1989년에 출시되었으며, 새로 출시된 아스트라 위성을 동경 19.2°에서 사용하여 4개의 아날로그 TV 채널을 제공했다. 채널과 이후의 비디오크립트 비디오 암호화 시스템은 기존 PAL 방송 표준을 사용했는데, 이는 영국 국영 DBS 라이선스 취득자인 영국 위성 방송(BSB)과 달랐다.
1990년 BSB가 출시되어 5개 채널(나우, 갤럭시, 더 무비 채널, 더 파워 스테이션, 더 스포츠 채널)을 D-MAC 형식으로 방송하고 미국에서 사용된 General Instruments VideoCipher 시스템에서 파생된 EuroCypher 비디오 암호화 시스템을 사용했다. BSB 제공 상품의 주요 판매 요소 중 하나는 스쿠아리얼, 즉 평판 안테나와 저잡음 블록 컨버터(LNB)였다. 스카이의 시스템은 기존의 더 저렴한 접시 및 LNB 기술을 사용했다.
두 회사는 영국 영화 판권을 놓고 경쟁했다. 스카이는 그레이터런던의 아이즐워스에 있는 산업 단지에서 운영되었고, BSB는 런던(마르코 폴로 하우스)에 새로 지은 사무실을 가지고 있었다. 두 서비스는 나중에 합병하여 브리티시 스카이 방송(BSkyB)을 형성했다. BSB의 D-MAC/EuroCypher 시스템은 점차 스카이의 비디오크립트 비디오 암호화 시스템으로 대체되었다.
1994년, 그룹의 17%가 런던 증권거래소에 상장되었고(ADR은 뉴욕 증권거래소에 상장됨), 루퍼트 머독의 뉴스 코퍼레이션이 35%의 지분을 소유하고 있다.
1998년까지 아스트라의 동경 19.2° 위치에 여러 위성이 더 발사되면서 채널 수가 약 60개로 늘어났고, BSkyB는 동경 28.2° 위치의 아스트라 새 위성에서 300개의 채널을 방송하는 영국 최초의 구독 기반 디지털 텔레비전 플랫폼을 스카이 디지털 브랜드로 출시했다. BSkyB의 아날로그 서비스는 현재 중단되었으며, 모든 고객은 스카이 디지털로 이전되었다.
2008년 5월, BBC와 ITV의 무료 위성 서비스가 프리샛이라는 브랜드로 출시되었으며, 아스트라 28.2°E에서 다양한 채널을 송출하며 일부 HD 형식의 콘텐츠도 포함하고 있다.

## 같이 보기

### 산업 단체
- 방송, 연예, 영화 및 연극 노동조합(BECTU), 국립 언론인 연합(NUJ) 및 이쿼티, 방송 산업 회원들을 위한 노동조합
- 클리어캐스트, 텔레비전 광고 원고 및 최종 광고의 승인을 수행한다. 2008년 1월 1일부로 방송 광고 허가 센터(BACC)를 대체했다.
- 문화, 미디어 및 스포츠 특별 위원회, 영국 하원의 특별 위원회로, 1997년에 설립되어 영국 방송을 담당하는 정부 부서인 영국 디지털·문화·미디어·스포츠부(DCMS)를 감독한다.
- 디지털 TV 그룹(DTG), 1995년에 설립된 디지털 텔레비전 산업 협회
- 에브리원 TV (구 디지털 UK), 영국 텔레비전의 디지털 전환을 담당하는 기관
- 영화 및 텔레비전 프로듀서 협회
- 왕립 텔레비전 협회(RTS), 1927년에 설립된 모든 형태의 텔레비전(과거, 현재, 미래)에 대한 논의, 분석 및 보존을 위한 협회
- 영국 독립 방송(UKIB), 독립 제작사 및 방송사의 연합으로, 유럽 방송 연맹에서 비BBC 이해관계를 대표한다.

### 장르 및 프로그램 편성
- 오프컴 스포츠 및 기타 등재 및 지정 이벤트 규정, 1997년에 고안된 규제 규칙으로, 특정 스포츠 이벤트가 지상파 텔레비전을 통해 무료로 제공되도록 보장한다.
- 영국의 스포츠 방송 계약
- 영국 시트콤
- 경음악
- 분류:영국 텔레비전 관련 목록
  - 영국 텔레비전 시리즈를 기반으로 한 미국 텔레비전 시리즈 목록
  - 미국 텔레비전 시리즈를 기반으로 한 영국 텔레비전 프로그램 목록
  - 영국 텔레비전 시리즈를 기반으로 한 영화 목록
  - 영국 시트콤을 기반으로 한 영화 목록
  - 텔레비전으로 각색된 BBC 라디오 프로그램 목록, 그리고 라디오로 각색된 텔레비전 프로그램 목록
  - 영국 게임 쇼 목록
  - 영국에서 가장 오래 방영된 텔레비전 시리즈 목록

### 기타
- 시청지수(AI), 특정 프로그램에 대한 대중의 호감을 0에서 100 사이의 점수로 측정하는 지수로, 소규모 또는 틈새 시청자를 대상으로 하는 프로그램에 대한 태도를 측정하는 데 사용될 수 있다.
- 브로드캐스트, 방송 산업을 위한 주간 무역 잡지
- 에든버러 국제 텔레비전 축제, 에든버러에서 매년 열리는 산업 모임
- 영국의 공영 방송, 순수한 상업적 목적이 아닌 공익을 위한 방송
- 공익 광고, 일반적으로 텔레비전 광고 시간 동안 방영되는 정부 의뢰 단편 영화
- 편성표 및 일반 텔레비전 잡지 라디오 타임스, 소프라이프, TV & 새틀라이트 위크, TV 이지, TV 퀵, TV타임스, 왓츠 온 TV

## 내용주
1. ↑  스카이 EPG TV 채널을 기준으로 한다. 플랫폼 수, 서비스 중복, 지역 서비스, 파트타임 운영 및 오디오로 인해 세부 분석은 불가능하다. 스카이 플랫폼만 해도 기본적으로 485개의 TV 채널이 있으며, 2010년 중반 기준 57개의 "시간차 버전", 36개의 HDTV 버전, 42개의 지역 TV 옵션, 81개의 오디오 채널 및 5개의 홍보 채널이 추가되어 있다.
2. ↑  위 주석 1의 데이터를 기준으로 한 매우 대략적인 추정치이다.
3. ↑  BT 비전으로
4. ↑  Barb 데이터에 BT 비전으로 등재됨
5. ↑  이 수치는 지상파 전용 가구 수이며, Barb 수치 중 I열에서 BT 비전 및 톡톡이 제외된 DTT 전용 가구 수로 계산되었으며, 이는 유료 Youview 장치가 안테나에 연결되어 있다고 가정한다.
6. ↑  홈초이스로
7. ↑  수동으로 튜닝하면 약 200개의 추가 채널 사용 가능; 28°E 무료 방송 채널 목록 참조
8. ↑  Barb 데이터의 케이블 TV 수치에서 가져옴
9. ↑  이 섹션은 TV에 연결된 인터넷 연결 박스와 화면 가이드를 통해 엄선된 라이브 채널 목록에 직접 액세스할 수 있는 리모컨을 사용하는 클로즈드 플랫폼 TV 서비스를 나타낸다. 이 목록에는 넷플릭스와 같은 개별 OTT 서비스 또는 스트리밍 앱은 포함되지 않는다. 채널, 주문형 TV 및 프로그램 가이드는 방송 인프라 대신 인터넷 연결을 통해 수신된다.
10. ↑  버진 미디어의 스트림으로
11. ↑  IPTV 데이터가 있는 첫 분기
12. ↑  총 가구 수에서 TV 가구 수를 뺀 값
13. ↑  프리뷰, 프리샛 및 비구독 스카이의 합계
14. ↑  데이터 부족
15. ↑  스카이 구독, 기타 위성, 케이블, BT 비전, 톡톡, 플러스넷, 기타 서비스의 합계
16. ↑  총 방송 TV에서 5.30백만 방송 전용 가구 (TV 가구에서 IPTV 총계를 뺀 값)를 뺀 값
17. ↑  총 IPTV에서 방송 가구와 함께 IPTV를 뺀 값
18. ↑  2017년 Connected Nations Report의 그림 42에 있는 멀티플렉스별 커버리지 수치로 계산. 송신기 수는 Television transmitter frequency data 스프레드시트에서 계산.
19. ↑  BT 그룹에 인수되기 전 EE에서 출시한 TV 서비스를 의미하며, 2023년 EE TV로 리브랜딩된 BT TV 서비스와는 별개이다.
20. ↑  표시된 지역 수는 채널 전체에 대한 것이며, 디지털 전환을 거쳐 디지털 전용이 된 지역은 고려하지 않는다.
21. ↑  BBC Two 아날로그 지역 변형 개수